# Setterquist & Son Orgelbyggeri
Setterquist & Son Orgelbyggeri AB, ibland även stavat Zetterquist & Son, var ett svenskt företag grundat 1835 som byggde, renoverade och utförde service på orglar. Orgelbyggeriet avvecklades 1977, medan verksamhet med service har fortsatt i mindre omfattning.

## Historik

### Sammanfattning
Det grundades 1835 av Erik Adolf Setterquist (1809–1885) boende i Hallsberg och från 1874 ingick även sonen Gustaf Adolf Setterquist (1842–1906) i firman som då fick namnet E. A. Setterquist & Son. Då låg företaget i Örebro. Företaget var i familjens ägo fram till 1937, då sonsonsonen Gunnar Setterquist d. y. sålde det. Företaget hade sedan olika ägare under namnet E. A. Setterquist & Son Eftr. 1968 ändrades namnet till Setterquist & Son Orgelbyggeri AB i samband med företagets flytt till Strängnäs.
Ny ägare från 1968 var Erik Byström som flyttade företaget till Strängnäs och ändrade namnet till Setterquist & Son Orgelbyggeri AB. År 1970 anställdes Sten Lind, Örebro, som 16-årig lärling och orgelbyggaren Bent Sörensen, utbildad hos Troels Krohn på Frederiksborg Orgelbyggeri i Hillerød, Danmark. Bent Sörensen deltog i tillkomsten av Mariaorgeln med de flyttbara register som Erik Byström skapade. Tillsammans med Sten Lind sattes mariaorglarna upp i bland annat Bergs kyrka, Gislaveds församlingshem och i Mörkö kyrka. Sten Lind arbetade även tillsammans med orgelbyggarna Landén, Marcusson och Smuthser. De var delägare i firman tillsammans med orgelbyggare Einar Ekholm, som övertog ledningen av verksamheten.
Efter att Einar Ekholm gått i pension, övertog Sten Lind arbetet. Bent Sörensen och Sten Lind byggde under den senares ledning en helpneumatisk orgel i Tvärreds missionskyrka. Erik Byström ägde Setterquist & Son Orgelbyggeri AB fram till 1977 då själva orgelbyggeriet avvecklades och mer service utfördes. 1982 sålde Erik Byström företaget Setterquist & Son Orgelbyggeri till den sist anställde, Sten Lind, som de senaste decennierna drev företaget EA. Setterquist & Son kyrkorgelservice. År 2022 har han en firma under eget namn som pianostämmare i Hallsberg.

### 1879–1906 Gustaf Adolf Setterquist
I början av 1900-talet övergick Setterquist undan för undan till pneumatiska rooseweltlådor med mekanisk traktur och rörpneumatisk registratur. De större orgelverken fick en Barkermaskin för att underlätta speltouchen när man kopplade verken. Bland dessa verk var läktarorgeln i Kristine kyrka, Falun som byggdes mellan 1905 och 1906 och var en av firmans första att få registersvällare, 56 toner omfång i manualer och 30 i pedalen. Som sidinfo, så var Gustaf Setterquist född i Hallsberg 16 juni 1842. Efter folkskoleundervisning, kom han 1853 vid 11 års ålder in under enskild undervisning av pedagogen och magister J. G. Thunberg i Högsjö, Vingåker, och fick inträde år 1857 till nystartade Tekniska elementarskolan i Örebro, som dess första elev. Där studerade han i tre år för att sedan komma ut i arbetslivet 1860, där Gustaf gick under ledning av ingenjör A. F. Björkman och var lärling hos modellsnickaren J. A. Wikström i Brevens Bruks Mekaniska verkstad, Asker, som själv byggde 5 kammarorglar på sina lediga stunder. Denna lärojour varade till slutet av 1861. 1862 blev Gustaf anställd vid sin faders orgelfabrik E. A. Setterquist i Hallsberg, och följde med vid faderns öppnande av fabriken i Örebro 1864 i gamla Tekniska skolans lokaler. För mer utrymmesbehov 1866, flyttade fabriken till en inköpt  gård nr. 9 vid Gamla gatan där två verkstäder byggdes. Gustaf hade sedan tidigare arbetat för företaget med fadern och samarbetet blev officiellt 1874 då firmanamnet ändrades till E. A. Setterquist & Son. Redan 1879 tog han över ledningen av fabriken då fadern mer drog sig tillbaka men denne fortfarande engagerad i företagets utveckling. 1881 tog Gustaf orgelbyggarexamen vid Musikaliska Akademien i Stockholm. 1880–1884 byggdes en ny modern fabrik upp vid Östra Bangatan/Vasagatan i Örebro med specialmaskiner för ångkraft, första för Sverige inom orgelbyggarbranschen. Därefter tog Gustaf över ledningen av företaget efter faderns död våren 1885. Under Gustafs ledning, så tog företaget bland annat patent på en crescendo- och diminuendolåda samt köpte ett patent på ett rörpneumatiskt system som var tillförlitligt av orgelbyggaren Fredrik Johnsén i Flensburg, som började installeras i orglar från 1898. 1897 blev Gustaf Setterquist associerad ledamot i Kungliga musikaliska akademin. År 1905 gjorde Gustaf Setterquist även en studieresa under våren i orgelbyggnadskonsten i Tyskland, Belgien, Schweiz, Frankrike och Italien. Under orgelbygget i Älvdals kyrka fick Gustaf ett svimningsanfall och föll till golvet. När han vaknade upp, sa han till sin son Gunnar: "Du skall få se, Gunnar, att det är sista gången du och jag äro ute och intonera". 3 januari 1906 avled Gustaf Setterquist av en hjärnblödning och efterlämnade hustru Emilie Christiansson och två söner samt fyra döttrar. Gustaf Setterquist begravdes 8 januari 1906 i familjegraven på Längbro kyrkogård, Örebro.

### 1906–1936 Gunnar Setterquist (den äldre)
Firman övertogs av Gustaf Adolf Setterquist son, Eric Gustaf Gunnar Setterquist (Gunnar den äldre) (19 okt.1879-1936). Annonsering via pressen gjordes 15 januari 1906 genom annons där personalstyrkan skulle behållas. Gunnar d. ä. hade sedan nio år varit i faderns firma. Fram till slutet av 1920-talet tillverkades de flesta orglarna med roosweltlådor och mekanisk speltraktur, man kom därefter att övergå helt till rörpneumatiska system. I april 1906 förlovade Gunnar sig med Elsa Magneville från Grangärde. Gunnar d. ä. avled i september 1936, 57 år gammal.

### 1936–1937 Gunnar Setterquist (den yngre)
Efter Gunnars död övertog sonen, Gunnar Setterquist (den yngre) över orgelbyggeriet. I början av 1930-talet gjorde han flera studieresor till tyska orgelbyggerier. På mitten av 1930-talet minskade beställningarna till företaget och personalstyrkan måste minskas. 1937 sålde Gunnar Setterquist d. y. firman till företagets mångårige verkmästare Birger Göransson och firmanamnet blev E. A. Setterquist & Son Eftr..

## Byggda orglar
Påbörjad lista över orglar byggda av firman Setterquist 1835–1977.
| År         | Kyrka                                                                        | Stift      | Bild | Stämmor     | Pedal          | Manualer | Koppel | Bevarad orgel/fasad | Övrigt |
| ---------- | ---------------------------------------------------------------------------- | ---------- | ---- | ----------- | -------------- | -------- | ------ | ------------------- | --- |
| 1944       | Adventskyrkan, Hallsberg                                                     | Strängnäs  |      | 9           | 1              | II       |        | Nej/Nej             | |
| 1894       | Algutsboda kyrka                                                             | Växjö      |      | 22          | Självständig   | II       |        | Ja/Ja               | Orgeln invigd söndagen 29 juli 1894. Orgeln har Crescendo- och Diminuendoverk och 9 kopplingar för nyanseringar av ljudet. Orgeln kostade 10 000 kr. Firman fick mycket beröm för orgeln. 1936 renoverad av Hammarbergs Orgelbyggeri, Göteborg då den även blir elektrifierad. 1955 ombyggd av Bernhard Svensson, Oskarshamn. 1968 omdisponerad och utökad med 6 stämmor av Einar Berg, Stockholm. På 2000-talet renoverad och återställd i originalskicket av Bergenblad & Jonsson Orgelbyggeri AB, Farstorp. |
| 1863       | Almby kyrka                                                                  | Strängnäs  |      | 7           |                | I        |        | Nej/Nej             | Orgeln byggd av Erik Adolf Setterquist. 1885 skulle en reparation av den genomföras för 350 kr. |
| 1918       | Almby kyrka                                                                  | Strängnäs  |      | 12          | 1              | II       |        | Nej/Nej             | Orgeln byggd av E. A. Setterquist & Son. 1940 utökad till 16 stämmor av Olof Hammarbergs Orgelbyggeri, Göteborg. |
| 1869       | Almesåkra kyrka                                                              | Växjö      |      | 13          | Självständig   | II       |        | Ja/?                | Orgeln blev avsynad och godkänd av musikdirektörerna Knut Lönngren i Växjö och Bengt Wilhelm Hallberg i Landskrona. Orgeln invigdes 28 november 1869. 2010 genomgick den en omfattande renovering och återställdes till sitt ursprungliga skick efter tidigare mindre lyckade ombyggnader. Entreprenör har varit Ålems Orgelverkstad. |
| 1896       | Alnö nya kyrka                                                               | Härnösand  |      | 13          |                | II       |        | Ja/Ja               | Invigdes 28 november 1896. 2010 genomgick den en omfattande renovering och återställdes till sitt ursprungliga skick efter tidigare mindre lyckade ombyggnader. Entreprenör har varit Ålems Orgelverkstad. |
| 1883       | Alsters kyrka                                                                | Karlstad   |      | 8           |                | I        |        | Ja/Ja               | Byggdes om och utökades år 1959 till 17 stämmor av Åkerman & Lund Orgelbyggeri AB, Stockholm |
| 1872       | Amnehärads kyrka                                                             | Skara      |      | 10          |                | I        |        | Nej/Ja              | |
| 1910-talet | Okänd                                                                        | ____       |      | 12          |                | II       |        | ?/?                 | 1929 uppsatt hos Tempelriddarorden, Stockholm |
| 1896       | Appuna kyrka                                                                 | Linköping  |      | 16          | Självständig   | II       |        | Ja/Ja               | Invigd 21 juni 1891. Har stum fasad. |
| 1862       | Sankt Nicolai kyrka (tidigare Arboga Landsförsamlings kyrka)                 | Västerås   |      | 21          | Självständig   | II       |        | Ja/Ja               | Byggd av Erik Adolf Setterquist, Hallsberg. Grundligt reparerad av E. A. Setterquist & Son 1905 för 1 675 kr. 1935 utökades och omändrades orgeln av Åkerman & Lund, Sundbybergs stad. 2005 restaurerades orgeln av Orgelbyggare Tomas Svenske varvid dispositionen, mekaniken och det ursprungliga spelbordet återställdes. |
| 1887       | Arbrå kyrka                                                                  | Uppsala    |      | 14          | Självständig   | II       | 5      | Nej/Ja              | Orgeln avsynades 20 augusti 1887 av musikdirektör Sven August Lagergren från Stockholm. Invigning skedde söndagen 28 augusti 1887. Med crescendoskåp. Orgeln byggdes om 1937 av A Mårtenssons Orgelfabrik AB, Lund. |
| 1901       | Arlövs kyrka                                                                 | Lunds      |      | 17          |                | II       |        | Nej/Nej             | Piporgel. |
| 1933       | Arvika Missionskyrka                                                         | ____       |      | 14          |                | II       |        |                     | 1960 gjordes en omdisposition av orgeln av samma firma. |
| 1874       | Askers kyrka                                                                 | Strängnäs  |      | 18          | 1              | II       |        | Nej/Ja              | |
| 1843       | Askersunds landskyrka                                                        | Strängnäs  |      | 22          |                | II       |        | Nej/Ja              | Renovering och omdisposition av 1790 års Schiörlinorgel. Utfördes av firma Erik Adolf Setterquist, Hallsberg. |
| 1912       | Askersunds landskyrka                                                        | Strängnäs  |      | 23          | 1              | II       |        | Ja/Gamla fasaden.   | Firman E. A. Setterquist & Son dömde ut den gamla Schiörlin-orgeln efter begärd besiktning i november år 1901. Endast fasaden var värd att behålla. Fick kontrakt på nuvarande orgel senare. |
| 1906       | Askeryds kyrka                                                               | Linköping  |      | 12          | Självständig   | II       |        | Ja/Ja               | |
| 1970       | Aspö kyrka, Södermanland                                                     | Strängnäs  |      | 11          | Självständig   | II       |        | Ja/Ja               | Mekanisk orgel. |
| 1885       | Avesta kyrka                                                                 | Västerås   |      | 15          |                | II       |        | Nej/Nej             | |
| 1867       | Axbergs kyrka                                                                | Strängnäs  |      | 10          |                | I        |        | Nej/Ja              | Byggd av Erik Adolf Setterquist, Örebro. Reparerades år 1884 av E. A. Setterquist & Son. |
| 1937       | Axbergs kyrka                                                                | Strängnäs  |      | 23          |                | II       |        | Ja/Ja               | Byggd av E. A. Setterquist & Son. |
| 1878       | Beatebergs kyrka                                                             | Skara      |      | 7           | Bi-hängd       | I        | 1      | Ja/Ja               | Orgeln helt orörd. |
| 1974       | Bergs kyrka, Västergötland                                                   | Skara      |      | 8           | Särskild       | II       |        | Ja/Ja               | Stämmorna byggda som växelregister så de kan spelas på valfri manual. Fasaden från tidigare orgel byggd 1859 av Carl Johan Fogelberg, Lidköping. |
| 1876       | Bergs kyrka, Västmanland                                                     | Västerås   |      | 8           | Bi-hängd       | I        |        | Nej/Nej             | |
| 1939       | Bergunda kyrka                                                               | Växjö      |      | 11 eller 13 |                | II       |        | Nej/Ja              | Fasaden som användes till orgeln var från 1770 års orgel, byggd av Pehr Schiörlin, Linköping. En ny orgel byggdes 1974 av Västbo Orgelbyggeri, Långaryd. Då även fasaden kompletterades med ett pedaltorn. |
| 1930       | Betelkyrkan, Norrköping                                                      | ____       |      | 12          |                | II       |        |                     | Metodistkyrka. |
| 1903       | Bettna kyrka                                                                 | Strängnäs  |      | 10          | Särskild       | II       |        | Ja/Ja               | Orgeln kostade 5 000 kr. Blev avprovad 27 maj 1903 av musikdirektör Otto G. Settergren från Nyköping och blev godkänd. Berömdes för sin vackra ton i förhållande till kyrkorummets akustik. |
| 1900       | Bjurtjärn kyrka                                                              | Karlstad   |      | 10          | 1              | I        |        | Nej/?               | Granskades och godkändes av musikdirektör Carl Wilhelm Rendahl, Karlstad, torsdagen 25 januari 1900. |
| 1873       | Bjärklunda kyrka                                                             | Skara      |      | 5           |                | I        |        | Nej/Ja              | Kyrkan uppfördes 1781 för Härlunda och Bjärklunda församlingar och deras respektive gamla kyrkor revs med kyrkan placerad vid gränsen i Härlunda socken. |
| 1903       | Björkviks kyrka                                                              | Strängnäs  |      | 10          | 1              | II       |        | ?/?                 | Avprovades och godkändes 16 april 1903 av musikdirektör Otto Gustaf Settergren i Nyköping. |
| 1902       | Björna kyrka                                                                 | Härnösand  |      | 10          | 1              | II       |        | Ja/Ja               | Orgeln avsynad av domkyrkorganisten Johan Fredrik Janson, Härnösand, i november 1902. 1959 omdisponeras orgeln av samma firma. |
| 1956       | Björneborgs kyrka                                                            | Karlstad   |      | 11          | Särskild       | II       |        | Ja/Ja               | Två nya stämmor insatta 1982 av Gunnar Carlsson, Borlänge. |
| 1873       | Björnlunda kyrka                                                             | Strängnäs  |      | 7           |                | I        |        |                     | Ombyggnation av äldre orgel. |
| 1880       | Björskogs kyrka                                                              | Västerås   |      | 10          |                | I        |        |                     | Renovering och omdisposition av 1737 års Hedlundsorgel. |
| 1922       | Blackstad kyrka                                                              | Linköping  |      | 13          | Särskild       | II       |        | Ja/Ja               | Pneumatisk orgel. 1866 omdisponeras ogreln av Jacoby Orgelverkstad. |
| 1929       | Bo kyrka                                                                     | Strängnäs  |      | 11          | Särskild       | II       |        | Ja/äldre fasad      | Pneumatisk orgel. |
| 1899       | Ramundeboda kyrka(Bodarne kyrka)                                             | Strängnäs  |      | 12          |                |          |        | Nej/Ja              | Orgeln avsynades 30 september 1899. En fyllig och behaglig ton berömdes orgeln för att ha plus att orgeln var snygg. |
| 1948       | Bodsjö kyrka                                                                 | Härnösand  |      | 12          | Självständig   | II       |        | Ja/Ja               | Omdisposition av fyra stämmor av äldre orgel byggd av Christan Schuster och Jöns Eriksson, båda Östersund, 1911. |
| 1945       | Bodums kyrka                                                                 | Härnösand  |      | 20          |                | II       |        | Ja/Ja               | |
| 1942       | Boge kyrka                                                                   | Visby      |      | 11          | Självständig   | II       |        | Nej/Ja              | |
| 1905       | Bogsta kyrka                                                                 | Strängnäs  |      | 6           | Bi-hängd       | I        |        | Ja/Ja               | Orgeln aldrig förändrad. Orgeln provspelades lördagen 18 november 1905 av musikdirektör Otto G. Settergren, Nyköping. |
| 1878       | Bollnäs kyrka                                                                | Uppsala    |      | 23          | Självständig   | II       | 7      | Nej/Ja              | 1 koppel regerade crescendo- och diminuendoverket. Hade 5 kubiska luftbälgar istället för kontrakterade 4. Orgeln började uppsättas i kyrkan 17 maj och besiktigades 31 augusti av domkyrkokantorn i Uppsala, Johan Gustaf Hiller. Orgeln började användas söndagen 1 september 1878 innan en officiell invigning ägt rum. Orgeln kostade 14 000 kr. i dåtidens valuta. |
| 1928       | Bollnäs kyrka                                                                | Uppsala    |      | 40          |                | III      |        | Nej/Ja              | Efter tillbyggnad och utökning av firmans tidigare byggda orgel. Blev ombyggd 1952 av Frede Aagaard, Norrahammar. |
| 1907       | Bondstorps kyrka                                                             | Växjö      |      | 6           |                | I        |        | Nej/Nej             | |
| 1910       | Borgs kyrka                                                                  | Linköping  |      | 15          | Särskild       | II       |        | Nej/Nej             | 1807 års fasad från Schiörlinorgel användes. |
| 1945       | Borgsjö kyrka                                                                | Härnösand  |      | 14          |                | II       |        |                     | Omdisposition av äldre orgel. |
| 1881       | Borgviks kyrka                                                               | Karlstad   |      | 8           |                | I        |        | Nej/Nej             | |
| 1947       | Botsmarks kyrka                                                              | Luleå      |      | 13          | Särskild       | II       |        | Nej/Nej             | |
| 1886       | Brattfors kyrka                                                              | Karlstad   |      | 3           |                | I        |        |                     | Renovering av äldre orgel. |
| 1906       | Bro kyrka, Värmland                                                          | Karlstad   |      | 9           |                | I        |        |                     | Renovering av äldre orgel byggd 1861 av Söderling. |
| 1848       | Bro kyrka, Västmanland                                                       | Västerås   |      | 7           | Bi-hängd       | I        |        | Nej/Ja              | |
| 1906       | Bro kyrka, Västmanland                                                       | Västerås   |      | 8           | Särskild       | I        | 1      | Ja/Ja               | Mekanisk/pneumatisk orgel. Omdisponerad 1952 av Marcussen & Søn, Aabenraa, Danmark. |
| 1880       | Bruksvallarna, Ljusnedal                                                     | Härnösand  |      | 6           |                | I        |        |                     | Förmodligen Ljusnedal kyrka som åsyftas. |
| 1912       | Brunnby kyrka                                                                | Lund       |      | 15          | Särskild       | II       |        | Ja/Ja               | Pneumatisk orgel. Fria och fasta kombinationer och registersvällare. |
| 1882       | Brunskog kyrka                                                               | Karlstad   |      | 9           |                | I        |        | Nej/Nej             | |
| 1926       | Bräcke kyrka                                                                 | Härnösand  |      | 16          |                | II       |        | Ja/Ja               | |
| 1952       | Bräcke kyrka                                                                 | Härnösand  |      | 27          | Särskild       | II       |        | Ja/Ja               | Ombyggnad och tillbyggnad av den tidigare orgeln. |
| 1903       | Burträsks kyrka                                                              | Luleå      |      | 20          | Särskild       | II       |        | Nej/Nej             | |
| 1876       | Byarums kyrka                                                                | Växjö      |      | 16          |                | II       |        | Nej/Nej             | Orgeln kostade 9 000 kr. Orgeln invigdes 17 december 1876. Orgeln om- och tillbyggdes av Theodor Frobenius & Co, Lyngby, Danmark, till en pneumatisk orgel med 21 stämmor. |
| 1919       | Bäckseda kyrka                                                               | Växjö      |      | 13          | Särskild       | II       |        | Ja/Ja               | Omändrad 1960 av Olof Hammarberg, Göteborg. |
| 1890       | Bälinge kyrka, Södermanland                                                  | Strängnäs  |      | 10          | Bi-hängd       | I        |        | Ja/Ja               | Orgeln aldrig förändrad. Blev invigd tillsammans med nyreparerad kyrka 14 december 1890. |
| 1938       | Bälinge kyrka, Uppland                                                       | Uppsala    |      | 17          | Särskild       | II       |        | Ja/JNej             | Firman bygger under en översyn ett nytt pneumatisk instrument med rooseveltlådor bakom den gamla orgeln, vilken från och med nu luftförsörjs från det nya verket. Orgeln har 3 fria kombinationer och 4 fasta kombinationer. |
| 1876       | Bärbo kyrka                                                                  | Strängnäs  |      | 6           |                | I        |        |                     | Denna post är suspekt då Åkerman & Lund bygger en orgel med 4 stämmor 1878. Om inte Setterquists är den harmoniumorgel som kyrkan använde tidigare. |
| 1890       | Dagsbergs kyrka                                                              | Linköping  |      | 8           |                | I        | 2      | Nej/Nej             | Orgeln blev avsynad 4 november 1890 av musikdirektör Jonas Fredrik Törnvall i Linköping. Oktavkoppel och Piano- och Fortekoppel. Sattes upp 1992 i Heliga Hjärtats kapell, Helsingfors. |
| 1928       | Dals kyrka, Västernorrland                                                   | Härnösand  |      | 12          |                | II       |        | ?/?                 | |
| 1902       | Degerfors kyrka                                                              | Karlstad   |      | 14          |                | II       |        |                     | Står nu i Missionskyrkan (Equmeniakyrkan) i Södertälje. |
| 1898       | Dingtuna kyrka                                                               | Västerås   |      | 13          | Särskild       | II       |        | Nej/Ja              | Rörpneumatisk orgel. Avsyning skedde lördag 19 november 1898 av musikdirektör Carl Johan Bolander (1854-1903), Västerås. Ett nytt rörpneumatiskt system installerades framtaget av tyske orgelbyggaren Fredrik Johnsén i Flensburg som själv var med och översåg installationen. Intonationen gjordes av Gustav Setterquist. Installation och Spelstolen gjord av firmans mångårige verkmästare Alfred Österdahl. Kan mycket väl vara den första orgeln som fick detta pneumatiska system. |
| 1878       | Drothems kyrka                                                               | Linköping  |      | 8           |                | I        |        | Nej/Nej             | Mekanisk piporgel. |
| 1895       | Dörby kyrka                                                                  | Växjö      |      | 12          |                | II       |        | Nej/Nej             | Mekanisk orgel. |
| 1947       | Eds kyrka, Ångermanland                                                      | Härnösand  |      | 16          |                | II       |        | ?/?                 | |
| 1879       | Eds kyrka, Värmland                                                          | Karlstad   |      | 9           |                | I        |        |                     | |
| 1867       | Eda kyrka                                                                    | Karlstad   |      | 12          |                | II       |        | Ja/Ja               | Byggdes av firma Erik Adolf Setterquist. Orgeln var mekanisk. |
| 1931       | Eda kyrka                                                                    | Karlstad   |      | 37          |                | II       |        | Ja/Ja               | Utökningen av stämmor gjordes av firma E. A. Setterquist & Son. Orgeln blev pneumatisk. |
| 1898       | Edsbergs kyrka, Närke                                                        | Strängnäs  |      | 10          | 1              | II       |        | Ja/Ja               | Orgeln kostade 3500 kr. |
| 1912       | Edsbergs kyrka,Närke                                                         | Strängnäs  |      | 10          |                | II       |        |                     | |
| 1937       | Edsbro kyrka                                                                 | Uppsala    |      | 13          |                | II       |        | Nej/?               | Fasaden från |
| 1948       | Edsele kyrka                                                                 | Härnösand  |      | 17          |                | II       |        | Ja/Ja               | |
| 1959       | Edsleskogs kyrka                                                             | Karlstad   |      | 8           |                | II       |        |                     | Omdisposition av äldre orgel byggd av Anders Petter Lookrantz 1924. |
| 1916       | Ekeby kyrka, Närke                                                           | Strängnäs  |      | 12          |                | II       |        | Ja/Ja               | En reparation av en gammal orgel gjordes av firman 1905. 1948 skedde en omdisponering av orgeln av samma firma men under namnet E. A. Setterquist & Son Eftr. då en anställd tagit över firman från 1937. Orgeln blev renoverad senast 1995. |
| 1868       | Ekeskogs kyrka                                                               | Skara      |      | 4           |                | I        |        | Nej/?               | |
| 1865       | Ekshärads kyrka                                                              | Karlstad   |      | 14          |                | II       |        | Nej/Ja              | Mekanisk orgel. Ett oktavkoppel lades till manualen på Erik Adolf Setterquists egen bekostnad för dubbel tonstyrka. Avsynare var musikdirektör O. Holmberg som även invigningsspelade. Invigdes 9 april 1865. Församlingen var mycket nöjda. |
| 1927       | Ekshärads kyrka                                                              | Karlstad   |      | 29          | Särskild       | II       |        | Ja/Ja               | Pneumatisk orgel. Byggdes av E. A. Setterquist & Son. 1865 års fasad används. |
| 1960-talet | Ekshärads kyrka                                                              | Karlstad   |      | 29          | Särskild       | II       | 6      | Ja/Ja               | Omdisponering av den tidigare orgeln. |
| 1891       | Elfkarleby kyrka                                                             | Uppsala    |      | 10          | Självständig   | II       |        | Nej/Ja              | Kontrakt gjordes med församlingen i juni 1890 om orgel för 5000 kr. Bygget skulle vara klart sommaren året efter. Besiktigades av musikdirektör Sven August Lagergren i Stockholm, 28 oktober 1891. Byggdes ut 1919 av A. Mårtenssons Orgelfabrik AB och fick 15 stämmor fördelade på 2 manualer och en pedal. |
| 1954       | Elimkyrkan, Eskilstuna                                                       | ---        |      | 19          |                | II       |        |                     | |
| 1964       | Elimkyrkan, Eskilstuna                                                       | ---        |      | 19          |                | II       |        |                     | Omdisponering av den tidigare orgeln. |
| 1914       | Engelbrektskyrkan                                                            | Stockholm  |      | 43          | Särskild       | III      | 10     | Nej/Nej             | Fyra fria kombinationer och Crescendosvällare samt Registersvällare. Ombyggd 1929 med utökat antal stämmor av Åkerman & Lund, Sundbyberg. |
| 1862       | Ervalla kyrka                                                                | Strängnäs  |      | 9           | bi-hängd       | I        |        | Nej/Ja              | Mekanisk orgel. Byggdes av Erik Adolf Setterquist. |
| 1928       | Ervalla kyrka                                                                | Strängnäs  |      | 16          | separat        | II       |        | Ja/Ja               | Pneumatisk orgel. Byggdes av E. A. Setterquist & Son. |
| 1954       | Ervalla kyrka                                                                | Strängnäs  |      | 18          |                | II       |        | Ja/Ja               | Omdisposition, tillbyggnad och flyttning av spelbord gjordes av E. A. Setterquist & Son Eftr. |
| 1898–1899  | Estuna kyrka                                                                 | Uppsala    |      | 12          | 1              | II       |        | Ja/Ja               | Firmans äldsta bevarade orgel med rörpneumatiskt system. Systemet var ett inköpt patent från Tyskland och monterades in av firmans verkmästare Alfred Österdahl (f. 1858). Avsynades fredagen den 19 och provspelades vid invigningen söndagen den 21 maj 1899 av organisten J. A. Bergquist från Norrtälje. 1917 renoverades orgeln av samma firma. |
| 1868       | Falköpings kyrka (Sankt Olofs kyrka)                                         | Skara      |      | 16          |                | II       |        | ?/?                 | Invigdes i april 1868. |
| 1896       | Fellingsbro kyrka                                                            | Västerås   |      | 22          |                | II       | 10     |                     | Invigd 28 november 1896. 5 pneumatiska väderlådor med pneumatiska spelventiler, 2 magasinsbälgar med 4 regulatorer som försåg verket med jämn och stabil luft. Blev omdisponerad 1921 och 1944. Delar användes till 1969 års orgel av Frederiksborgs Orgelbyggeri. |
| 1878       | Finnerödja kyrka                                                             | Strängnäs  |      | 10          |                | I        |        | Nej/Ja              | Mekanisk orgel. Byggdes av E. A. Setterquist & Son. |
| 1939       | Finnerödja kyrka                                                             | Strängnäs  |      | 20          | Särskild       | II       |        | Ja/Ja               | Pneumatisk orgel. Byggdes av E. A. Setterquist & Son Eftr. Några stämmor från tidigare orgeln användes. |
| 1883       | Fivelstads kyrka                                                             | Linköpings |      | 8           | bi-hängd       | I        |        | Nej/Nej             | Orgeln blev avsynad 22 december 1883. |
| 1901       | Fjälkinge kyrka                                                              | Lunds      |      | 13          |                | II       |        | Nej/?               | |
| 1920-talet | Folkskoleseminariet i Karlstad                                               | Karlstads  |      | 13          |                | II       |        |                     | Aulan används nu av Värmlandsarkiv. |
| 1963       | Floda kyrka, Södermanland                                                    | Strängnäs  |      | 17          |                | II       |        |                     | Omdisposition av äldre orgel av Åkerman & Lund. |
| 1856       | Fors kyrka, Eskilstuna (vid tiden även kyrka för Eskilstuna stadsförsamling) | Strängnäs  |      | 12          | bi-hängd       | I        |        | Nej/Ja              | En orgel av Pehr Zacharias Strand från 1814.1856 om- och tillbyggde Erik Adolf Setterquist, Hallsberg, orgeln. Detta på uppdrag av Eskilstuna Stads och Landsförsamlingar som hade Fors kyrka som sin kyrka. Om- och tillbyggnaden blev besiktigad 26-27 juli 1856 av musikdirektören och organisten i Strängnäs, Carl Ludvig Lindberg (1811-1895) som godkände med mycket goda lovord för Setterquist. Förutom det kontraktet hade uppgjort, så gick Setterquist igenom hela stämverket med ombyggnad med ny intonation och Principalverkets pipor fick genomgås grundligt för att kunna sätta i nya kärnor. Själva Öververket var mycket utmanande att ta isär så expertkunnande fick tillfrågas och titt på andra liknande konstruktioner utifrån om verkets uppbyggnadsprinciper, som tog sin tid, för att sedan kunna byta ut delar som behövdes och sättas in rätt. En koppelregering från manualen till pedalen fick göras ny. Även sattes Crescendo- och Diminuendomekanismer in utom kontrakt. Setterquist hade ingått avtalskontrakt om arbetet 22 juli 1853 för 600 rdr Riksgälds men under tiden hade priser på material gått upp så han byggde om orgeln med rejäl förlust då priset hamnade på ca. 2 600 rdr Riksgälds. Eskilstuna församling tillsammans med Forsa och Kloster församlingar, som var mycket nöjda med arbetet, beslöt under sammankallat sockenmöte samma invigningsdag, sig för att skänka ytterligare 1 000 rdr Riksgälds till Setterquist. Orgeln invigdes söndagen 27 juli 1856. |
| 1937       | Fors kyrka, Eskilstuna                                                       | Strängnäs  |      | 32          |                | II       |        | Nej/Ja              | Ombyggnad av 1921 års Åkerman & Lund-orgel. Utökning av stämmorna. |
| 1954       | Fors kyrka, Bispgården                                                       | Härnösand  |      | 15          |                | II       |        |                     | Omdisposition av äldre orgel från 1924. |
| 1921       | Forshaga kyrka                                                               | Karlstads  |      | 12          |                | II       |        | Ja/Ja               | Orgeln blev ombyggd 1956 av Hammarbergs Orgelbyggeri AB i Göteborg. Den blev utökad till 15 stämmor på två manualer och en pedal. |
| 1864       | Forshems kyrka                                                               | Skara      |      | 8           |                | I        |        |                     | |
| 1879       | Forssa kyrka                                                                 | Strängnäs  |      | 6           |                | I        |        | Ja/Ja               | Den blev genom först en grundplåt på 1000 kr. till en orgel av änkegrevinnan Clara Bonde som flyttat ifrån Skedvi gods något år tidigare och sedan inflyttade friherrinnan Sara Louise Antoinette Löwen (1849-1934) på Skedevi gods minnesgåva efter sin man på 2000 kr., tillskjutet resten av församlingen och beställd. Orgeln blev invigd söndagen 30 november 1879. |
| 1923       | Frimurarelogen, Karlstad                                                     |            |      | 14          |                | II       |        |                     | Står i Johannessalen. |
| 1922       | Frimurarlogen, Linköping                                                     |            |      | 15          |                | II       |        |                     | |
| 1944       | Fru Alstads kyrka                                                            | Lund       |      | 10          |                | II       |        | Ja/?                | Pneumatisk orgel. |
| 1925       | Frustuna kyrka                                                               | Strängnäs  |      | 12          |                | II       |        | Nej/Nej             | |
| 1864       | Frykeruds kyrka                                                              | Karlstads  |      | 11          |                | II       |        | Ja/Ja               | 1942 byggdes den om och utökades till 20 stämmor av Olof Hammarberg i Göteborg. Den är pneumatisk och har fria och fasta kombinationer. Den har även registersvällare och automatisk pedalväxling. |
| 1877       | Fryksände kyrka                                                              | Karlstads  |      | 14          |                |          |        |                     | Reparation av en äldre orgel byggd 1836 av Gustaf Andersson, Stockholm. Arbetet kostade 2500 kr och avsynades söndagen 18 mars 1877. Församlingen var rätt nöjda med arbetet. |
| 1958       | Fröskogs kyrka                                                               | Karlstads  |      | 11          | Särskild       | II       | 6      | Ja/Nej              | Pneumatisk orgel. |
| 1916       | Frötuna kyrka                                                                | Uppsala    |      | 13          | Särskild       | II       | 3      | Ja/Ja               | |
| 1888       | Furuby kyrka                                                                 | Växjö      |      | 13          | Särskild       | II       | 5      | Ja/Ja               | Orgeln invigd söndagen 28 oktober 1888 tillsammans med kyrkan. |
| 1958       | Furuby kyrka                                                                 | Växjö      |      | 14          |                | II       |        | Ja/Ja               | Renovering och omdisposition av den tidigare orgeln. |
| 1899       | Föllinge kyrka                                                               | Härnösand  |      | 12          |                | II       |        | Nej/Nej             | Kyrkan förstördes vid en brand 17 juli 1994. |
| 1902       | Garpenbergs kyrka                                                            | Västerås   |      | 14          | Särskild       | II       | 10     | Ja/Ja               | En pneumatisk orgel med två pneumatiska väderlådor och rörpneumatik. Installerad hösten 1902 och avsynad i december av Johan Ulrik Cederberg i Falun som berömde orgeln. |
| 1888       | Gellivare kyrka                                                              | Luleå      |      | 7           |                | I        |        |                     | |
| 1907       | Gideå kyrka                                                                  | Härnösand  |      | 10          |                | II       |        |                     | Står nu i EFS-kyrkan, Gullänget, Själevad. |
| 1892       | Gillberga kyrka, Värmland                                                    | Karlstads  |      | 13          |                | II       |        | Nej/Ja              | 1891 fick församlingen regeringens tillstånd att låna 6 000 kr för en ny orgel. Invigdes midsommardagen söndag 24 juni 1892. Avsynare dagen innan var Sven August Lagergren, Stockholm och domkyrkoorganisten i Karlstad Claes Vilhelm Rendahl (1848-1926). |
| 1886       | Gladhammars kyrka                                                            | Linköping  |      | 14          |                | II       |        |                     | |
| 1853       | Glanshammars kyrka                                                           | Strängnäs  |      | 10          |                | I        |        |                     | Erik Adolf Setterquist. |
| 1911       | Glanshammars kyrka                                                           |            |      | 11          |                | II       |        |                     | Ombyggnad och tillbyggnad av den tidigare orgeln. |
| 1936       | Glava kyrka                                                                  | Karlstads  |      | 28          | Särskild       | II       | 9      | Ja/Ja               | Pneumatisk orgel. Har även fria och fasta kombinationer, registersvällare samt pedalväxling. |
| 1896       | Godegårds kyrka                                                              | Linköping  |      | 10          | Särskild       | II       | 5      | Ja/Ja               | 3 fria kombinationer. Ett par stämmor har tillkommit senare. Omdisponerad 1965. Omkring 1995 satte Henrik Lind Orgelbyggare i Flemma Snavudden, Vreta kloster, in en Flöjt Octaviant 4' istället för Blockflöjt 2'. Han satte även in en öppen träbas till Salicional 8'. |
| 1903       | Grangärde kyrka                                                              | Västerås   |      | 14          | Särskild       | II       |        | Ja/Ja               | Pneumatisk orgel. Avsynades av musikdirektör Johan Ulrik Cederberg, Falun, i juli 1903. Orgeln ombyggdes och utökades till 27 stämmor av firman Åkerman & Lund, Stockholm, 1939-40. |
| 1887       | Graninge kyrka, Graninge bruk                                                | Härnösand  |      | 6           |                | I        |        |                     | |
| 1923       | Graninge kyrka, Graninge bruk                                                | Härnösand  |      | 8           |                | II       |        |                     | |
| 1930       | Grevbäcks kyrka                                                              | Skara      |      | 14          |                | II       |        | Ja/Ja               | Ombyggd 1953. |
| 1878       | Grums kyrka                                                                  | Karlstad   |      | 8           |                | I        |        |                     | Orgeln förstördes i en kyrkbrand 1927. |
| 1912       | Grycksbo kyrka                                                               | Västerås   |      | 8           |                | II       |        | Nej/?               | Hela verket magasinerades 1972. |
| 1878       | Gryts kyrka, Södermanland                                                    | Strängnäs  |      | 7           |                | I        |        | Nej/?               | 1938 byggdes orgeln ut till 15 stämmor av Åkerman & Lund, Sundbyberg, Stockholm. |
| 1949       | Gryteryds kyrka                                                              | Växjö      |      | 12          |                | II       |        | Nej/Nej             | |
| 1904       | Grythyttans kyrka                                                            | Västerås   |      | 12          |                | II       |        | Ja/Ja               | Kostade 6 500 kr. |
| 1934       | Gräve kyrka                                                                  | Strängnäs  |      | 8           | Särskild       | II       | 7      | Ja/Ja               | Pneumatisk orgel med registersvällare. Renoverad och tillbyggd 1959 med tre stämmor av samma firmas efterträdare. |
| 1911       | Gudmundrå kyrka                                                              | Härnösand  |      | 16          |                | II       |        | Nej/Nej             | |
| 1895       | Guldsmedshyttans kyrka                                                       | Västerås   |      | 12          |                | II       |        | Nej/Nej             | Orgeln blev avsynad och godkänd av musikdirektör Sven August Lagergren, Stockholm, tisdag 19 juni 1895. Kyrkan med orgel invigdes söndagen 3 november 1895. Kyrkan var mer ett kapell. Orgeln kostade 6 100 kr. |
| 1869       | Gunnilbo kyrka                                                               | Västerås   |      | 10          | bi-/särskild   | I (II)   |        | ?/?                 | Med oktavkoppel och spelkurs. Församlingen hade, efter laga beslut, beställt en 10-stämmig orgel med en manual och två lådor. Orgeln var ett särskilt oegennyttigt bygge av E. A. Setterquist där genom speciell anordning en en-manualig orgel med bi-hangspedal kunde omvandlas med hjälp av en avtrampningsinrättning, fås effekten av en två-manualig med särskild pedal. Detta då de två lådor som i sig hade olika stämmor i sig, användes för en särskild sammankoppling och ett par basstämmor leddes ner till bi-hangspedalen. Orgeln avsynades och godkändes i april 1869 av musikdirektör Johan Gustav Nordvall, domkyrkoorganist i Västerås som berömde arbetet. Denna orgels bygge, blev en centralpunkt i det som kallats "Trasslet i Gunnilbo". En djupgående schism emellan fideikommissägare, präster och inspektör på ena sidan och församlingen på den andra sidan angående ortens mångårige organist Fredrik August Ekström som blev en slags slagpåse dem emellan emot och för. Huvudanstiftaren var fideikommissägaren Carl Johan von Hermansson, där denne några år tidigare försökt få in en av sina anställda på en tjänst som postexpeditör vilken tjänst Ekström även innehade. Församlingen motsade sig detta och Ekström fick också Poststyrelsens beslut att fortsatt inneha den. Så var nu då orgeln installerad i kyrkan april 1869. Nu kom nästa steg där von H. med sina medlöpare inlämnade i juli 1869 en ansökan till consistorii om en vikarierande organist istället för Ekström som de ansåg som gammal och inte kunde underhålla den nya orgeln. Även att han inte hade en riktig utbildning hos Musikaliska Akademien som organist. Consistorri avslog ansökan och även uppe Hos kungliga maj:t gick det på samma linje. Under tiden så hade inte orgelbyggare Setterquist fått betalt för sin orgel vilket von H. från början lovat att ikläda sig. Därför lämnade inte orgelbyggaren ut nyckeln till orgeln som annars var ett bevis på avslutad affär. Vidare kunde också Setterquist intyga att Ekström visst kunde sköta orgelns underhåll efter sina instruktioner. Det framkom även att Ekström hade godkända betyg från Musikaliska Akademien. Affären leddes nu så långt att nu von H. och prästen Söderström ville sälja orgeln. Visserligen hade von H. och prästerna fler röster än vanliga allmogen baserat på den tidens system, men orglen kunde inte säljas utan att alla godkände det. |
| 1959       | Gunnilbo kyrka                                                               |            |      | 14          |                | II       |        |                     | |
| 1862       | Gustav Adolfs kyrka, Hagfors kommun                                          | Karlstads  |      | 7           |                | I        |        |                     | |
| 1906-1907  | Gustaf Vasa kyrka                                                            | Stockholm  |      |             |                |          |        | Ja/Ja               | ombyggnad och utökning 1914 av samma firma. |
| 1907       | Gustavsbergs kyrka                                                           | Stockholm  |      | 12          |                | II       |        |                     | |
| 1973       | Gyllenfors kapell                                                            | Växjö      |      | 8           | Särskild       | II       | 2      | Ja/Ja               | Mekanisk orgel. Båda manualerna kan användas för stämmorna. |
| 1938       | Gåsinge kyrka                                                                | Strängnäs  |      | 12          | Särskild       | II       | 6      | Ja/Nej              | Mekanisk orgel. Fasaden från 1850 års orgel byggd av Johan Lund, Stockholm. |
| 1934       | Gäddede kyrka (kallas även Frostvikens kyrka)                                | Härnösand  |      | 11          |                | II       |        | Ja/Ja               | |
| 1870       | Gällersta kyrka                                                              | Strängnäs  |      | 7           |                | I        |        | Nej/Ja              | |
| 1940       | Gällersta kyrka                                                              | Strängnäs  |      | 14          |                | II       |        | Ja/Ja               | Blev byggd av E. A. Setterquist & Son Eftr., Örebro. Fasaden är från 1870 års orgel. Orgeln blev renoverad och omdisponerad 1972 av Setterquist & Son Orgelbyggeri AB i Strängnäs. |
| 1889       | Gällivare kyrka                                                              | Luleå      |      | 7           |                |          |        | Nej/Nej             | Orgeln invigdes utan föregående besiktning söndagen 14 juli 1889 av vice pastorn Vilhelm Montell (f. 1863). |
| 1879       | Gödestads kyrka                                                              | Göteborg   |      | 6           |                | I        |        | Nej/                | Den blev besiktigad och godkänd med lovord fredagen 22 augusti 1879 av musikdirektör J. Elof Ferdinand Colliander (1820-1895) i Getinge. |
| 1878       | Götene kyrka (tidigare Götenhed, Götened)                                    | Skara      |      |             |                |          |        |                     | |
| 1890       | Götlunda kyrka, Närke, Västmanland                                           | Västerås   |      | 11          | Särskild       | II       |        | ?/--                | Orgeln var en gåva av Hemmansägaren i Racksätter Lars Erik Ersson och dennes hustru Katarina Kristina Jansdotter. Den blev besiktigad 29 november 1890 av examinerade organisten och klockaren Konrad Lundberg i Örebro. Orgeln invigdes 7 december 1890 av kontraktsprost Johan Wahlfisk. |
| 1937       | Hagalunds kyrka                                                              | Stockholm  |      | 22          | Särskild       | II       |        | Nej/?               | |
| 1888       | Hagby kyrka, Småland                                                         | Växjö      |      | 6           | Ja             | I        |        | Nej/Ja              | |
| 1920       | Hagfors kyrka                                                                | Karlstad   |      | 18          |                | II       |        | Nej/Nej             | |
| 1944       | Halla kyrka, Södermanland                                                    | Strängnäs  |      | 12          | Särskild       | II       | 7      | Ja/Ja               | Pneumatisk orgel. |
| 1914       | Hallingebergs kyrka                                                          | Linköping  |      | 18          |                | II       |        | Ja/-                | Mekanisk orgel. Blev omändrad 1974 av orgelbyggaren och dirigenten Nils-Olof Berg, Nye Orgelbyggeri. |
| 1859       | Hallsbergs sockenkyrka                                                       | Strängnäs  |      | 9           |                | I        |        | Nej/Nej             | |
| 1924       | Hallsbergs sockenkyrka                                                       | Strängnäs  |      | 16          | Särskild       | II       |        | Nej/?               | |
| 1936       | Hammarby kyrka, Uppland                                                      | Stockholm  |      | 15          |                | II       |        | Nej/?               | |
| 1956       | Hammarby kyrka, Södermanland                                                 | Strängnäs  |      | 5           |                | I        |        | Ja/Ja               | Pneumatisk orgel. Den är inte i bruk. |
| 1902       | Hanebo kyrka                                                                 | Uppsala    |      | 15          | 1              | II       |        | Nej/?               | Avsynad av organisten Nils Edlund, Bollnäs, i juni 1902. |
| 1911       | Hangvar kyrka                                                                | Visby      |      | 6           |                | I        |        | Ja/Ja               | Mekanisk orgel med pneumatisk väderlåda. Omändrad 1970 av Andreas Thulesius, Klintehamn. Omändrad 1984 av J. Künkels Orgelverkstad, Stångby, Lund. |
| 1922       | Hardemo kyrka                                                                | Strängnäs  |      | 11          | Särskild       | II       |        | Nej/Nej             | 1961 var det en omdisposition av orgeln av samma firma. |
| 1905       | Hargs kyrka                                                                  | Uppsala    |      | 10          |                | II       |        | ?/?                 | |
| 1894       | Harplinge kyrka                                                              | Göteborg   |      | 19          |                | II       |        | Nej/Ja              | |
| 1923       | Hassle kyrka                                                                 | Skara      |      | 16          |                | II       |        | Ja/-                | |
| 1875       | Hasslövs kyrka                                                               | Göteborg   |      | 6           |                | I        |        | Nej/Ja              | |
| 1917       | Haurida kyrka                                                                | Linköping  |      | 8           | Särskild       | II       |        | Nej/-               | Orgeln blev omdisponerad 1864. |
| 1950       | Heds kyrka                                                                   | Västerås   |      | 19          |                | II       |        |                     | Enbart ombyggnad av befintlig orgel från 1850. |
| 1859       | Helgarö kyrka                                                                | Strängnäs  |      | 7           |                | I        |        | Nej/Nej             | Byggd av Erik Adolf Setterquist och Per Åkerman. |
| 1915       | Helgarö kyrka                                                                | Strängnäs  |      | 12          | Särskild       | II       | 5      | Ja/Ja               | Pneumatisk orgel. 1942 blev där en omdisposition på orgeln. Renovering 1984 av Gunnar Carlsson, Borlänge. |
| 1890       | Heliga Trefaldighets kyrka, Gävle (tidigare Gefle kyrka)                     | Uppsala    |      | 26          |                | II       |        | Nej/?               | Den blev besiktigad 5 juli 1890 av musikdirektör Sven August Lagergren i Stockholm. Kyrkorådet som han spelade på den inför, var mycket nöjda med arbetet och orgelns inpassning i kyrkorummet. Den blev ombyggd 1938 av Jon Vesterlund, Lövstabruk. |
| 1872       | Hidinge kyrka                                                                | Strängnäs  |      | 13          |                | II       |        | Ja/Ja               | Orgeln kostade 5000 kr. Invigning skedde 18 augusti 1872. Den blev avsynad av kyrkoherden Carl Ludvig Lindberg (1811-1895) i Toresund. |
| 1959       | Hidinge kyrka                                                                | Strängnäs  |      | 21          | Särskild       | II       |        | Ja/Ja               | Ombyggnad och tillbyggnad av den tidigare orgeln. Orgeln blev pneumatisk. |
| 1863       | Hille kyrka                                                                  | Uppsala    |      | 16          | Särskild       | II       | 3      | Ja/Ja               | Orgeln byggdes i samband med kyrkans invigning. |
| 1857       | Himmeta kyrka                                                                | Västerås   |      | 6           | Bi-hängd pedal | I        |        | Nej/Nej             | Byggdes av Erik Adolf Setterquist. |
| 1912       | Hjo kyrka                                                                    | Skara      |      | 25          |                | II       |        | Ja/-                | |
| 1904       | Hjorteds kyrka                                                               | Linköping  |      | 12          |                | II       |        | Ja/-                | Orgeln kostade 6000 kr. Ett frivilligt bidrag på 1500 kr. till orgeln gavs anonymt av kyrkoherden J. Östberg. När det blev uppenbarat ville församlingen betäcka beloppet istället men han avböjde. Avsyning skedde i oktober 1904. Orgeln blev ombyggd 1968 av A. Magnusson Orgelbyggeri, Göteborg. |
| 1884       | Hjulsjö kyrka                                                                | Västerås   |      | 13          |                | II       |        | Nej/Ja              | Den avsynades och provspelades 30 april 1884 av musikdirektörerna Claes Wilhelm Rendahl i Karlstad och E. A. Korsgren i Hjulsjö. Setterquist lade till en extra stämma förutom kontrakterade 12. Orgeln kostade 5000 kr. Invigdes söndagen 4 maj 1884 av nytillträdde pastorn i Grangärde, Karl Ulrik Oriel Medén (1849-1937). |
| 1889       | Hjärsås kyrka                                                                | Lund       |      | 10          | Bi-hängd pedal | I        | 1      | Ja/Ja               | Mekanisk orgel. Åven trampor för Forte eller Piano. 1 Oktavkoppel. Avsyning och provspelning gjordes av musikdirektör Nils Nilsson i Kristianstad. Invigning skedde 29 september 1889. Orgeln restaurerades 2001 av Ålems Orgelverkstad. Den är en av tre orglar i kyrkan. |
| 1875       | Holms kyrka, Dalsland                                                        | Karlstad   |      | 5           |                | I        |        |                     | Renovering av äldre orgel byggd av Johan Nicolaus Söderling. Här skall ha lagts till en eller två stämmor till det originala tre stämmor. |
| 1886       | Holmedals kyrka                                                              | Karlstad   |      | 10          |                | I        |        | Nej/?               | Orgelverket uppsattes i maj 1886. Det kostade cirka 5000 kr. |
| 1878       | Holmestads kyrka                                                             | Skara      |      | 7           | Bi-hängd       | I        |        | Ja/Ja               | Orgeln uppsatt i april månad 1878. |
| 1874       | Holmsunds kyrka                                                              | Luleå      |      | 8           |                | I        |        | Nej/?               | |
| 1889       | Hospitalskyrkan, Vadstena                                                    | Linköping  |      |             |                |          |        | ?/?                 | Avsynades 30 juli 1889 av musikdirektör Johan Fredrik Bengtsson och Carl Henrik Starkenberg, båda Vadstena. Invigdes söndagen 11 augusti 1889 av hospitalspredikanten A. Hvarfner. |
| 1951       | Hotagens kyrka                                                               | Härnösand  |      | 14          |                | II       |        |                     | |
| 1908       | Hova kyrka                                                                   | Skara      |      | 18          | Särskild       | II       |        | Ja/Ja               | |
| 1911       | Hovsta kyrka                                                                 | Skara      |      | 7           |                | II       |        | Nej/?               | |
| 1951       | Hovsta kyrka                                                                 | Skara      |      | 11          |                | II       |        | Nej/?               | Ombyggnad och tillbyggnad av den tidigare orgeln. |
| 1889       | Hubbo kyrka                                                                  | Västerås   |      | 5           |                | I        |        | Nej/Ja              | Orgeln invigdes 25 augusti 1889. |
| 1868       | Huddinge kyrka                                                               | Stockholm  |      | 10          |                | I        |        | Nej/Ja              | |
| 1896       | Hudiksvalls kyrka                                                            | Uppsala    |      | 24          |                | II       |        | Nej/?               | Orgeln kostade 16 000 kr. Fasaden ritad av arkitekt Agi Lindegren. Ornamentsbildhuggeriarbetena utfördes av Olof Debrun, Örebro. Orgeln byggdes om 1944 av A Mårtenssons Orgelfabrik AB, Lund. Orgeln hade efter ombyggnationen 37 stämmor, tre manualer och pedal. |
| 1948       | Hunge kapell, Bodsjö                                                         |            |      | 8           |                | I        |        |                     | Omdisposition av äldre orgel. |
| 1856       | Husby-Rekarne kyrka                                                          |            |      | 7           |                | I        |        |                     | |
| 1910       | Håsjö kyrka,Västanede                                                        | Härnösands |      | 13          |                | II       |        |                     | Orgeln beställdes 1904 med 11 stämmor. Kyrkan var nerbrunnen 1901 och nyuppförd 1911. |
| 1963       | Håsjö kyrka, Västanede                                                       |            |      | 19          |                | II       |        |                     | Ombyggnad och tillbyggnad av den tidigare orgeln. |
| 1925       | Håtuna kyrka                                                                 | Uppsala    |      | 18          | Särskild       | II       |        | Ja/Ja               | Ombyggnad av 1821 års orgel av Pehr Zacharias Strandh. En renovering gjordes 1940. |
| 1874       | Hällaryds kyrka                                                              |            |      | 12          |                | II       |        |                     | |
| 1902       | Hällaryds kyrka                                                              | Uppsala    |      | 12          |                | II       |        | Ja/Ja               | 1941 skedde en ombyggnad och tillbyggnad av orgeln. |
| 1945       | Hällefors kyrka                                                              | Västerås   |      | 26          | Särskild       | III      |        | Ja/Ja               | Utökning av manualer och av stämmorna på orgeln byggd av Salomon Molander 1880 vilken tidigare hade 9 stämmor. Firman installerade även pneumatisk väderlåda. |
| 1891       | Hälsingtuna kyrka                                                            | Uppsala    |      | 12          |                | II       |        | Nej/Ja              | Besiktningsmän var Robert Isaksson och August Ederberg som lovordade verket. Orgeln invigdes söndagen 20 december 1891. |
| 1860       | Härads kyrka                                                                 |            |      | 7           |                | I        |        |                     | Tillsammans med Per Larsson Åkerman. |
| 1926       | Härnösands domkyrka                                                          |            |      | 39          |                | III      |        |                     | |
| 1963       | Hässjö kyrka                                                                 |            |      | 14          |                | II       |        |                     | Ombyggnad och tillbyggnad av äldre orgel. |
| 1890       | Högeruds kyrka                                                               |            |      | 6           |                | I        |        |                     | |
| 1898       | Högsrums kyrka                                                               | Växjö      |      | 9           |                | I        |        | Ja/Ja               | |
| 1938       | Högre allmänna läroverket, Norrköping                                        |            |      | 11          |                | II       |        |                     | |
| 1908       | Högsjö nya kyrkaVästernorrlands län.                                         | Härnösand  |      | 14          |                | II       |        |                     | |
| 1908       | Hörnefors kyrka                                                              |            |      | 12          |                | II       |        |                     | Innerverket är senare uppsatt i EFS-kyrkan i Umeå. |
| 1919       | Idre kyrka                                                                   |            |      | 11          |                | II       |        |                     | |
| 1914       | Ingatorps kyrka                                                              |            |      | 17          |                | II       |        |                     | |
| 1857       | Julita kyrka                                                                 |            |      | 12          |                | I        |        |                     | Renovering av äldre orgel. |
| 1967       | Johanneskyrkan, Kumla                                                        |            |      | 17          |                | II       |        |                     | Uppsättning och viss ombyggnad av orgeln från den rivna Missionskyrkan, Kumla. |
| 1867       | Järbo kyrka, Gästrikland                                                     | Uppsala    |      | 11          |                | I        |        |                     | |
| 1932       | Järns kyrka                                                                  |            |      | 10          |                | II       |        |                     | |
| 1892       | Järna kyrka                                                                  |            |      | 11          |                | II       |        |                     | |
| 1896       | Järnskogs kyrka                                                              |            |      | 7           |                | I        |        |                     | |
| 1955       | Jönköpings allianskyrka                                                      |            |      | 15          |                | II       |        |                     | |
| 1907       | Kaga kyrka                                                                   |            |      | 10          |                | II       |        |                     | Innerverket har magasinerats på 1980-talet. |
| 1889       | Karbennings kyrka                                                            | Västerås   |      | 12          | Särskild       | II       |        | Ja/Ja               | Granskad och provspelad 25 maj 1889 av musikdirektör Carl Johan Bolander i Västerås. Invigd söndagen 26 maj 1889 av kyrkoherde Johan Watz (1827-1891). |
| 1858       | Karlskoga kyrka                                                              | Karlstad   |      | 24          |                | II       |        |                     | Tillsammans med Per Larsson Åkerman när deras firma låg i Strängnäs. Avsynad av musikdirektör Carl Ludvig Lindberg, organist i Strängnäs. Orgeln invigd 18 juli 1858. |
| 1916       | Karlskoga kyrka                                                              | Karlstad   |      | 27          |                | II       |        |                     | |
| 1916       | Katedralskolan, Linköping                                                    |            |      | 10          |                | II       |        |                     | |
| 1904       | Katrineholms kyrka                                                           | Strängnäs  |      | 12          |                | II       |        |                     | Avsynad av organisten Sven August Lagergren, Stockholm, 4 maj 1904. Orgeln kostade 6 000 kr och var byggd med de modernaste detaljerna. |
| 1875       | Kattnäs kyrka                                                                | Strängnäs  |      | 5           |                | I        |        | Ja/Ja               | Orgeln var en gåva av församlingsmedlemmen löjtnant Axel Ludvig Grevesmühl på Norrtuna slott. Den blev besiktigad av domkyrkoorganisten och musikdirektören Carl Hjalmar Emil Öberg (1841-1892) i Strängnäs. Orgeln invigdes juldagen 1875. |
| 1860       | Kils kyrka, Örebro län.                                                      | Strängnäs  |      | 8           |                | I        |        |                     | |
| 1872       | Kila kyrka, Värmland                                                         |            |      | 11          |                | I        |        |                     | |
| 1893       | Kila kyrka, Västmanland                                                      | Västerås   |      | 9           | Bi-hängd       | I        | 2      | ?/?                 | Orgeln har ett oktavkoppel och ett forte-pianokoppel. Orgeln avsynades onsdagen 9 augusti 1893 av organisterna Per Erik Dahlström i Sala och Erik Olsson Ehlin i Heby, Västerlövsta. |
| 1970       | Kirsebergs kyrka                                                             | Lunds      |      | 3           |                | I        |        |                     | |
| 1947       | Kjula kyrka                                                                  |            |      | 15          |                | II       |        |                     | |
| 1897       | Kläckeberga kyrka                                                            |            |      | 9           |                | I        |        |                     | |
| 1892       | Knisslinge kyrka                                                             |            |      | 12          |                | II       |        |                     | |
| 1871       | Knista kyrka                                                                 |            |      | 7           |                | I        |        |                     | |
| 1876       | Knäreds kyrka                                                                | Göteborg   |      | 11          |                | I        |        | Nej/Ja              | Orgeln blev avsynad och godkänd 15 oktober 1876 av musikdirektör K. J. Carlsson i Halmstad. |
| 1905–1906  | Kristine kyrka, Falun                                                        | Västerås   |      | 30          | Självständig   | II       | 13     | Ja/Ja               | Mekanisk/rörpneumatisk orgel. Även tre fria kombinationer samt pneumatisk crescendo- och diminuendolåda (firmans patent). Avsynad tisdagen 7 augusti 1906 av musikdirektör Gustaf Hägg, organist i Klara kyrka i Stockholm. Väderlådor efter amerikanskt system där varje pipa har en mindre bälg. Manualerna inbyggda i ramar av valnöt med tonomfång 56 vardera. |
| 1953       | Kristine kyrka, Jönköping                                                    |            |      | 41          |                | III      |        |                     | Viss omdisposition av 1912 års Åkerman & Lundorgel. |
| 1921       | Kristinehamns kyrka                                                          |            |      | 43          |                | III      |        |                     | |
| 1877       | krokeks kyrka                                                                |            |      | 6           |                | I        |        |                     | |
| 1901       | Kroppa kyrka                                                                 |            |      | 15          | Självständig   | II       |        |                     | Orgeln invigd söndagen 8 december 1901 av församlingens kyrkoherde Karl Axel Fredén. Orgeln avsynades och godkändes någon dag innan av musikdirektör Claes Wilhelm Rendahl, Karlstad. 1960 byggdes den om av Tore Lindegren i Göteborg och utökades från 15 stämmor till 22. En blockflöjtsstämma tillkom vid ombyggnaden. |
| 1938       | Kräcklingbo kyrka                                                            |            |      | 9           |                | II       |        |                     | |
| 1864       | Kräcklinge kyrka                                                             |            |      | 7           |                | I        |        |                     | |
| 1924       | Kräcklinge kyrka                                                             |            |      | 10          |                | II       |        |                     | |
| 1917       | Kullerstads kyrka                                                            |            |      | 9           |                | I        |        |                     | |
| 1947       | Kullerstads kyrka                                                            |            |      | 12          |                | II       |        |                     | Ombyggnad och tillbyggnad av den tidigare orgeln. |
| 1903       | Kumla kyrka, Närke                                                           | Strängnäs  |      | 20          | 1              | II       |        |                     | Orgeln kostade 9 500 kr. Beslutet togs i maj 1902. |
| 1896       | Kung Karls kyrka                                                             |            |      | 8           |                | I        |        |                     | |
| 1897       | Kungs-Barkarö kyrka                                                          |            |      | 5           |                | I        |        |                     | Orgeln avsynades och godkändes i maj 1897. |
| 1875       | Kungsåra kyrka                                                               |            |      | 6           |                | I        |        |                     | |
| 1915       | Kvistbro kyrka                                                               |            |      | 12          |                | II       |        |                     | |
| 1955       | Kvistbro kyrka                                                               |            |      | 24          |                | II       |        |                     | |
| 1898       | Kyrkhults kyrka                                                              |            |      | 16          |                | II       |        |                     | |
| 1901       | Kårböle kyrka                                                                | Uppsala    |      | 6           | Bi-hängd       | I        | 3      | Ja/Ja               | Avsynad 20 augusti 1901 av organisten Erik Medelberg (1865-1935), Ljusdal. Kostade 3400 kr. Setterquist satte in ett extra koppel och utvidgade en stämma Bardussa 16' en oktav högre utom kontraktet. |
| 1885       | Källsjö kyrka                                                                | Göteborg   |      | 4½          | Bihangs-pedal  | I        |        | Nej/Ja              | Orgeln blev besiktigad Påskafton 4 april 1885 av organisten A. J. Kellerstedt i Okome, och invigdes Påskdagen 5 april 1885 av pastor E. Westerlund. |
| 1888       | Kärrbo kyrka                                                                 | Västerås   |      | 7           | Bi-hängd       | I        | 1      | Ja/Ja               | Orgeln beställdes i mars 1888 för 3 000 kr. Mekanisk orgel med fasta kombinationer. 1970 renoverades och omdiponerades orgeln av Gunnar Carlsson, Borlänge. |
| 1897       | Köla kyrka                                                                   | Karlstad   |      | 10          |                | I        |        | Nej/Ja              | Orgeln invigd 10 oktober 1897. |
| 1867       | Kölaby kyrka                                                                 | Skara      |      | 7           |                |          |        | Nej/Ja              | Mekanisk orgel. Fasaden är stum och byggd av Svante Johansson i Liared. Orgeln blev avsynad 6 juli och invigd 17 juli 1876. Eventuellt används material från Setterquists orgel till den nya pneumatiska orgeln byggd 1853 av Liareds Orgelbyggeri. |
| 1895       | Köpings kyrka                                                                | Västerås   |      | 26          | Särskild       | II       | 11     | Nej/Ja              | Pneumatisk orgel med crescendo- och diminuendoverk, magasinsbälgar och regulatorer. Orgeln avsynades och godkändes torsdagen 12 september 1895 av musikdirektör Carl Johan Bolander, Västerås. Den omändrades 1949 av Marcussen & Søn, Aabenraa, Danmark. En ny orgel med 45 stämmor som byggdes 1975 av Bruno Christensen & Sönner Orgelbyggeri innehåller 25 av stämmorna från Setterquists orgel. |
| 1884       | Laxarby kyrka                                                                |            |      | 6           | 1              | I        | 1      |                     | Sex stämmor fördelade på åtta register, pedal och oktavkoppel. Orgeln kostade 2 500 kronor. Församlingen uppskattade att ljudet var högt och välljudande och att de haft råd med en riktig orgel istället för ett orgelharmonium. Avsyning skedde söndag 25 maj 1884. |
| 1895       | Leksands kyrka                                                               | Västerås   |      | 22          | Särskild       | II       | 6      | Ja/Ja               | Orgeln invigd söndagen 24 november 1895. Avsynad av Sven August Lagergren, Stockholm, som gav mycket goda vitsord. Tillbyggd 1953-54 av Åkerman & Lund Orgelbyggeri med ny disposition av Oskar Lindberg. 2020-21 rejäl genomgång av orgeln av firmorna Åkerman & Lund och Bergenblad & Jonsson Orgelbyggeri AB. |
| 1857       | Lekvattnets kyrka                                                            |            |      | 12          |                | II       |        |                     | Omdisposition av den tidigare orgeln. |
| 1877       | Lekvattnets kyrka                                                            |            |      | 12          |                | I        |        |                     | |
| 1870       | Lerbäcks kyrka                                                               | Strängnäs  |      | 18          |                | II       |        | Nej/?               | Annan uppgift säger 1867. |
| 1937       | Lerbäcks kyrka                                                               | Strängnäs  |      | 27          |                | II       |        | Ja/?                | |
| 1921       | Lidens kyrka                                                                 |            |      | 15          |                | II       |        |                     | |
| 1875       | Lilla Mellösa kyrka                                                          | Strängnäs  |      | 10          |                | I        | 2      | Nej/?               | Enligt kontrakt med 9 stämmor. Setterquist hade även gett plats för en 10:e stämma om församlingen ville bekosta en sådan. Men Setterquist satte ändå in denna stämma utan ytterligare betalning. Kopplen var Octav-koppel samt Forte- och Pianokoppel. Fasaden var rikt förgylld. Orgeln kostade 4000 kr. Orgeln invigdes tillsammans med ett nybyggt torn söndagen 19 december 1875. |
| 1877       | Lillhärads kyrka                                                             |            |      | 5           |                | I        |        |                     | |
| 1880       | Lillhärdals kyrka                                                            | Härnösand  |      | 9           |                | I        |        |                     | Den blev besiktigad av musikdirektör August Vilhelm Söderström i Järvsö som godkände. Orgeln invigdes 28 november 1880 av kontraktsprosten Pehr Olof Frändén i Brunflo. |
| 1894       | Lillkyrka kyrka, Närke                                                       |            |      | 9           |                | I        |        |                     | |
| 1967       | Lillkyrka kyrka, Närke                                                       |            |      | 14          |                | II       |        |                     | Firmans sista och troligen Sveriges sista orgel med rörpneumatiskt system. |
| 1871       | Lindesbergs kyrka                                                            | Västerås   |      | 18          |                | II       |        | Nej/?               | Blev utökad och omändrad både 1914 och 1945 av A. Magnusson Orgelbyggeri, Göteborg till 28 stämmor. |
| 1958       | Lingbo kyrka                                                                 |            |      | 13          |                | II       |        |                     | Ombyggnad och tillbyggnad av äldre orgel. |
| 1929       | Linköpings domkyrka                                                          | Linköpings |      | 62          | Särskild       | III      | 14     | Ja/Ja               | Firmans (Under Gunnar Setterquist d. ä.) största helt nybyggda orgel. Hösten 2007 blev orgeln disponerad och avsynad av professor Otto Olsson samt genomgick städning och generalstämning. |
| 1951       | Linsells kyrka                                                               |            |      | 13          |                | II       |        |                     | |
| 1958       | Lista kyrka                                                                  |            |      | 13          |                | II       |        |                     | Omdisposition och omintonation av äldre orgel. |
| 1882       | Litslena kyrka                                                               | Uppsala    |      | 10          | Särskild       | I        |        | Nej/Ja              | Orgeln kostade 5 000 kr. 1948 byggdes den om till 17 stämmor och två manualer av Åkerman & Lunds Nya Orgelfabriks AB, Sundbybergs stad. |
| 1932       | Ljusdals kyrka                                                               |            |      | 33          |                | II       |        |                     | 1957 är där omdisposition av orgeln. |
| 1956       | Ljusdals församlingshem                                                      |            |      | 9           |                | II       |        |                     | |
| 1875       | Ljusnarsbergs kyrka                                                          | Västerås   |      | 11          |                | II       |        | Nej/Nej             | Avsynad i april 1875 av musikdirektör E. G. Korsberg. En regulator för luften sattes in utom kontrakt. 1892 skedde ombyggnad och tillbyggnad av orgeln till 15 stämmor fördelade på 2 manualer. Avsynad 3 september 1892 av musikdirektör August Lagergren. |
| 1962       | Ljusnedals kyrka                                                             |            |      | 7           |                | I        |        |                     | |
| 1883       | Lockne kyrka                                                                 | Härnösands |      | 12          | Självständig   | II       | 5      |                     | Även crescendomekanism och regulatorer. Blev avsynad lördagen 13 september 1884 av folkskoleinspektör Jonas Kjellin (1836-1917), Östersund, och organisten Nils Wiklund, Ortviken, som ersatte musikdirektören Anders Fredrik Blomström, Östersund, som avsagt sig tjänsten. Orgeln invigdes samma dag av prosten Pehr Olof Frändén i Brunflo. |
| 1936       | Lockne kyrka                                                                 |            |      | 13          |                | II       |        |                     | Omdisposition av den tidigare orgeln. |
| 1886       | Locknevi kyrka                                                               | Linköping  |      | 8           |                | I        |        | Ja/Ja               | Orgeln var färdig 1885 men uppsattes inte förrän 1886 förrän taket i den dåvarande träkyrkan hade höjts tillräckligt för den skulle få plats. Den blev granskad av musikdirektör Karl Johan Lewerth i Örebro. Invigning skulle ske Pingstdagen 13 juni 1886. 1962 är där omdisposition av orgeln. Orgelns ryggpostiv och pedal byggdes ut 1973 av Nils-Olof Berg, Nye Orgelbyggeri. |
| 1880       | Los kyrka                                                                    | Uppsala    |      | 7           | bi-hängd       | I        |        | Nej/Ja              | Orgeln avsynad av organisten August Vilhelm Söderström i Järvsö som gav den mycket gott betyg. Utöver kontraktet försågs orgeln med spelpulpet. En Principalstämmas lägsta oktav gjordes i orgeltenn istället för i trä. Invigning skedde söndagen 12 september 1880. |
| 1870       | Lunda kyrka, Södermanland                                                    |            |      | 10          |                | I        |        |                     | Ombyggnad av äldre orgel. |
| 1933       | Lundsunds kyrka                                                              |            |      | 14          |                | II       |        |                     | |
| 1867       | Lysviks kyrka                                                                | Karlstad   |      | 11          |                | I        |        | Ja/Ja               | Ombyggd 1942 av Olof Hammarberg, Göteborg, till 24 stämmor. Den fick även pneumatisk maskin. |
| 1896       | Långlöts kyrka                                                               |            |      | 7           |                | I        |        |                     | |
| 1939       | Långsele kyrka                                                               |            |      | 20          |                | II       |        |                     | |
| 1850       | Långseruds kyrka                                                             |            |      | 8           |                | I        |        |                     | |
| 1901       | Längbro kyrka, (tidigare Karlslunds kyrka)                                   | Strängnäs  |      | 12          |                | I        |        | Nej/Nej             | Avsyning skedde 25 januari 1902 av musikdirektör Isak Fredrik Hjort, Göteborg. Invigning skulle ske söndagen 9 februari 1902. Fasaden blev ritad av arkitekt Magnus Dahlander. |
| 1863       | Länna kyrka                                                                  |            |      | 5           |                | I        |        |                     | |
| 1966       | Lännäs kyrka                                                                 |            |      | 12          |                | II       |        |                     | |
| 1939       | Lästringe kyrka                                                              |            |      | 13          |                | II       |        |                     | |
| 1925       | Lönneberga kyrka                                                             |            |      | 15          |                | II       |        |                     | 1957 skedde en omdisposition av orgeln. |
| 1885       | Madesjö kyrka                                                                | Växjö      |      | 21          |                | II       |        |                     | Orgeln avsynades och provspelades den 12 september 1885 av domkyrkoorganisten A. J. Johansson som gav den gott betyg. Invigning söndag 27 september 1885 tillsammans med kyrkan. Orgeln kostade 10 000 kr. |
| 1946       | Malingsbo kyrka                                                              |            |      | 10          |                | II       |        |                     | |
| 1855       | Malma kyrka                                                                  |            |      | 9           |                | I        |        |                     | |
| 1884       | Malungs kyrka                                                                | Västerås   |      | 16          | Särskild       | II       |        | ?/?                 | Den blev besiktigad av musikdirektör Johan Ulrik Cederberg i Falun som gav den goda vitsord. Det var också den första orgeln som firman byggde i Dalarna. Orgeln invigdes söndagen 14 december 1884 tillsammans med den helt nyrestaurerade kyrkan av kontraktsprosten i Väster-Dals kontrakt, Pehr Fredrik Nordlöf (f. 1811) i Järna. |
| 1931       | Malungs kyrka                                                                | Västerås   |      | 25          | Särskild       | II       |        | ?/?                 | |
| 1952       | Matteus gravkapell, Norrköping                                               |            |      | 7           |                | II       |        |                     | |
| 1888       | Medåkers kyrka                                                               | Västerås   |      | 9           | bi-hängd       | I        |        | Ja/Ja               | |
| 1948       | Medåkers kyrka                                                               | Västerås   |      | 13          | bi-hängd       | II       | 7      | Ja/Ja               | Ombyggd av samma firma, nu under namnet E. A. Setterquist & Son Eftr., som utökar stämantalet till 13 där några tidigare stämmor har bytts ut. Orgeln är nu pneumatisk med rooseveltlådor. Den har fasta och fria kombinationer. Fasaden är från 1888 års orgel. 2005 rekonstrueras orgeln tillbaka till 1888 års version av med 9 likadana stämmor och bihängd pedal. |
| 1916       | Mellby kyrka                                                                 |            |      | 15          |                | II       |        |                     | |
| 1927       | Missionskyrkan, Kumla                                                        |            |      | 17          |                | II       |        |                     | Står sedan 1967 i Johanneskyrkan, Kumla. |
| 1840       | Mikaelikyrkan, Arvika                                                        |            |      | 10          |                | I        |        |                     | Erik Adolf Setterquists första orgel där delar från en annan orgel ingick. 1868 renovering av orgeln byggd av samma firma. |
| 1859       | Misterhults kyrka                                                            |            |      | 21          |                | II       |        |                     | Ombyggnad tillsammans med Per Larsson Åkerman av 1794 års orgel byggd av Pehr Schiörlin. |
| 1911       | Misterhults kyrka                                                            |            |      | 18          |                | II       |        |                     | |
| 1913       | Mo kyrka                                                                     |            |      | 7           |                | I        |        |                     | |
| 1943       | Mogata kyrka                                                                 |            |      | 16          |                | II       |        |                     | |
| 1882       | Mortorps kyrka                                                               |            |      | 10          |                | I        |        |                     | |
| 1866       | Mosjö kyrka                                                                  |            |      | 6           |                | I        |        |                     | |
| 1906       | Motala kyrka                                                                 | Linköping  |      | 25          | Självständig   | II       | 12     | Nej/Nej             | Pneumatisk orgel. Crescendoverk enligt firmans patent. Orgeln kostade 12 500 kr. Invigd söndagen 11 november 1906 av biskop Charleville. Besiktigad 10 november av musikdirektör Gustaf Blomqvist, Lidköping. Byggd med dåtidens modernaste teknik. Orgeln blev ombyggd 1954 och utökad till 37 stämmor och elektropneumatiskt traktur av A. Magnusson Orgelbyggeri AB. 1969 installerades ett fjärrverk i koret som anslöts till en fjärde manual för Setterquistorgeln av firman Reinhard Kohlus, Vadstena. Orgeln blev 1977 magasinerad i Charlottenborgskyrkan, Motala. År 2000 ville Arlövs församling köpa den magasinerade orgeln och det upptäcktes att ett stort antal pipor saknades som senare upptäcktes fanns i en nyrestaurerad orgel i Ringamåla kyrka. En medarbetare i firman som magasinerat orgeln, som startat eget, befanns vara ansvarig för den grova förskingringen och bötfälldes. Affären avslutades av Arlövs församling 2004 då turerna runt orgeln inte blev uppklarat och de lät bygga en egen orgel. |
| 1920       | Munkfors kyrka                                                               |            |      | 19          |                | II       |        |                     | |
| 1859       | Munktorps kyrka                                                              |            |      | 20          |                | II       |        |                     | Tillsammans med Per Larsson Åkerman. |
| 1886       | Muskö kyrka                                                                  |            |      | 5           |                | I        |        |                     | |
| 1972       | Mörkö kyrka                                                                  |            |      | 9           |                | II       |        |                     | |
| 1873       | Mörrums kyrka                                                                | Lund       |      | 16          |                | II       |        | Nej/Nej             | Invigdes 21 september 1873. |
| 1882       | Nederkarlix kyrka                                                            |            |      | 15          |                | II       |        |                     | |
| 1902       | Njurunda kyrka                                                               | Härnösand  |      | 22          | Självständig   | II       |        | Nej/?               | Avsyning av kyrkans organist A. J. Wistrand 17 april 1902. Invigning 27 april 1902. Orgeln hade speciell anordning för att förinställa koppel för färgning av ljudet till valda spelade stycken. En av tre orglar byggda i Sverige av firman med denna funktion. |
| 1881       | Nora kyrka, Västmanland                                                      | Västerås   |      | 24          | Särskild       | II       | 9      | Ja/Ja               | Avsynare och besiktningsmän var musikdirektörerna Gustaf Wilhelm Heintze i Stockholm och E. G. Korsgren i Hjulsjö samt organisten Johan Fredrik Wilhelm Forsberg i Arboga och apotekaren Johan Wallenius Ulmgren i Örebro. Orgeln invigdes söndagen 21 augusti 1881 av kontraktsprosten Oskar Bohm, Nora. Orgeln kostade 17 000 kr. |
| 1906       | Nordmalings kyrka                                                            | Luleå      |      | 16          |                | II       |        | Nej/?               | Avsynades 27 mars 1906 av musikdirektör Elis August Rosell, organist och kantor i Umeå. Orgeln renoverades och utökades till 20 stämmor och en pedal av Åkerman & Lund nya Orgelfabriks AB år 1950. |
| 1881       | Nordmarks kyrka                                                              |            |      | 9           |                | I        |        |                     | |
| 1912       | Norra Fågelsås kyrka                                                         |            |      | 14          |                | II       |        |                     | |
| 1871       | Norra Hestra kyrka                                                           |            |      | 6           |                | I        |        |                     | |
| 1857       | Norra Ny kyrka                                                               |            |      | 9           |                | I        |        |                     | Tillsammans med Per Larsson Åkerman. |
| 1924       | Norra Ny kyrka                                                               |            |      | 17          |                | II       |        |                     | |
| 1950       | Norra Nöbbelövs kyrka                                                        |            |      | 12          |                | II       |        |                     | |
| 1852       | Norra Råda kyrka, Värmland                                                   | Karlstad   |      | 11          |                | I        |        |                     | |
| 1896       | Norra Råda kyrka, Värmland                                                   | Karlstad   |      | 15          | Självständig   | II       | 9      | Ja/Ja               | Avsynad lördag 8 februari 1896 av musikdirektör Claes Wilhelm Rendahl. Orgeln var pneumatisk med crescendo- och diminuendolåda (firmans patent).1946 utökades orgeln till 36 stämmor och tre manualer av orgelbyggare A. Magnusson Orgelbyggeri AB i Göteborg. |
| 1946       | Norra Sandby kyrka                                                           |            |      | 11          |                | II       |        |                     | |
| 1887       | Norrby kyrka                                                                 | Västerås   |      | 15          | Särskild       | II       | 5      | Ja/Ja               | Mekanisk orgel. Crescendo- och diminuendoverk och två regulatorer. Avsynad, provspelad och godkänd lördagen 22 oktober 1887 av organisterna Per Erik Dahlström i Sala och Erik Ehlin i Västerlöfsta socken. Det påpekades vacker intonation och rätt klangfärg. Orgeln kostade 7 750 kr. Egentligen skulle den varit uppsatt i september 1886 då kontrakt ingicks i juni det året men något har väl kommit emellan. 1982 renoverad av Robert Gustavsson Orgelbyggeri AB, Härnösand |
| 1915       | Norrbyås kyrka                                                               |            |      | 7           |                | II       |        |                     | |
| 1851       | Nors kyrka                                                                   |            |      | 11          |                | I        |        |                     | |
| 1898       | Nys kyrka                                                                    |            |      | 7           |                | I        |        |                     | |
| 1881       | Nyeds kyrka                                                                  |            |      | 12          |                | II       |        |                     | |
| 1927       | Nyeds kyrka                                                                  |            |      | 17          |                | II       |        |                     | |
| 1954       | Nyeds kyrka                                                                  |            |      | 21          |                | II       |        |                     | Ombyggnad och tillbyggnad av tidigare orgel. |
| 1952       | Nyhems kyrka                                                                 |            |      | 12          |                | II       |        |                     | |
| 1875       | Ny-Huggenäs kyrka                                                            |            |      | 8           |                | I        |        |                     | |
| 1887       | Nykyrka                                                                      |            |      | 4           |                | I        |        |                     | |
| 1927       | Nykyrka                                                                      |            |      | 17          |                | II       |        |                     | |
| 1927       | Nyskoga kyrka                                                                |            |      | 9           |                | I        |        |                     | |
| 1959       | Nyskoga kyrka                                                                |            |      | 9           |                | I        |        |                     | Omdisposition av den tidigare orgeln. |
| 1885       | Nysunds kyrka                                                                | Karlstad   |      | 12          |                | II       |        |                     | |
| 1887       | Näsby kyrka, Västmanland                                                     | Västerås   |      | 9           |                |          |        |                     | Avprovades av musikdirektörerna Karl Johan Leverth i Örebro och Ferdinand Elgstrand i Fellingsbro. Orgeln invigdes söndagen 24 juli 1887 av kyrkoherden Johan Emil Janson (f. 1839). |
| 1906       | Näshulta kyrka                                                               | Strängnäs  |      | 12          | Självständig   | II       | 10     | Ja/Ja               | Ett crescendokoppel och ett utlösningskoppel bland de 10. Besiktigad lördagen 17 februari 1906 av musikdirektör Fredrik Hjort från Örebro och med beröm godkänd. Orgeln blev invigd tillsammans med den nyrestaurerade kyrkan söndag 8 april 1906. Orgeln blev ombyggd 1960 av samma firma E. A. Setterquist & Son Eftr. och utökad till 22 stämmor med självständig pedal. Mekanisk orgel med pneumatiska lådor. |
| 1888       | Näsums kyrka                                                                 | Lund       |      | 18          |                |          |        | Nej/Ja              | Sattes upp i juni 1888. Orgeln kostade 8 000 kr. Den blev avsynad lördag 21 juli 1888 av kantorn och organisten Lars August Ahlstedt (1821-1903) i Jämshög. |
| 1866       | Ockelbo kyrka, Gävle                                                         | Uppsala    |      | 24          |                |          |        | Nej/Nej             | Erik Adolf Setterquist fullbordade en orgel som Jonas Wengström, Ovanåker, påbörjat 1854 men som avled året efter, 1855. Orgeln blev invigd 21 oktober 1866 av kyrkans musikdirektör Johan Fredrik Lagergrén som berömde den mycket. |
|            | Offerdal kyrka                                                               |            |      |             | Självständig   | II       |        |                     | |
| 1877       | Oskarshamns kyrka                                                            | Växjö      |      | 28          |                |          | 10     | Nej/Nej             | Invigdes söndagen 2 december 1877. |
| 1882       | Oskars kyrka, Nybro                                                          | Växjö      |      | 9           |                |          |        |                     | Avsynades början av juni 1882. Kostade 3 350 kr. |
| 1897       | Ovansjö kyrka                                                                | Uppsala    |      | 24          | Självständig   | II       |        | Ja/Ja               | Mekanisk orgel. Orgeln skänkt av Ovansjö sparbank. Blev besiktigad 28 april 1897 av Johan Fredrik Lagergrén i Ockelbo. Orgeln kostade 12 000 kr. 1964 ombyggd och utvidgad till 31 stämmor av Gustaf Hagström Orgelverkstad med ytterligare 1 manual, 6 elektriska koppel och slejflådor. |
| 1919       | Pingstkyrkan Salem, Falun                                                    |            |      | 18          |                | II       |        |                     | |
| 1894       | Ripsa kyrka                                                                  | Strängnäs  |      | 6           |                |          |        |                     | Blev uppsatt i mars 1894. Den var en gåva av godsägare Per Erik Lindahl på Åboö säteri. |
| 1905       | Ryssby kyrka (tidigare Rockneby kyrka)                                       | Växjö      |      | 12          | 1              | II       |        |                     | Avsynades juli 1905 av musikdirektör Johansson i Kalmar. Orgeln kostade 6 300 kr. Invigdes kort efter. |
| 1867       | Rångedala kyrka                                                              | Skara      |      |             |                |          |        | Nej/Ja              | Den blev besiktigad 23 juni 1867 av musikdirektör Johan August Mankell, domkyrkoorganist i Skara. Den var en gåva av rådman A. P. Ehrenqvist (f. 1799) i Borås. Den stumma fasaden omgjordes til en ljudande fasad 1970. |
| 1943       | Röstånga kyrka                                                               | Lund       |      | 13          | Självständig   | II       | 6      | Ja/Ja               | Pneumatisk orgel. Har fria och fasta kombinationer. |
| 1890       | Sala sockenkyrka (tillhörande dåvarande Sala landsförsamling)                | Västerås   |      | 8           | Självständig   | I        |        | Ja/Ja               | Beställning av ny orgel gjordes av Sala Landsförsamling i juli 1889 att uppsättas augusti 1890. Priset var 3 600 kr. Orgeln blev avsynad 23 september 1890 av organisterna Per Erik Dahlström i Sala och Erik Ehlin i V. Lövsta. Ritningen till fasaden utfördes av Intendentämbetets ritare, arkitekt Carl Fredrik Ekholm, Stockholm. |
| 1910       | Sankt Görans kyrka, Stockholm (numera riven 1955. Ny kyrka uppfördes.)       | Stockholm  |      |             |                |          |        |                     | |
| 1909       | Sankt Johannes kyrka, Norrköping                                             |            |      | 25          |                | II       |        |                     | |
| 1872       | Sankt Nikolai kyrka, Halmstad (tidigare Halmstads kyrka)                     | Göteborg   |      | 32          | Särskild       | II       | 8      | Nej/Nej             | Den blev besiktigad lördagen 3 januari 1873 av musikdirektörerna Knut Lönngren i Växjö och Gustaf Erik Stolpe i Varberg. Invigning skedde 4 januari 1873. 1896 byggdes orgeln om av Åkerman & Lund, Sundbyberg, till 33 stämmor. |
| 1867       | Sankt Nicolai kyrka, Örebro (tidigare Örebro kyrka)                          | Strängnäs  |      |             |                |          |        | Nej/?               | Byggd av Erik Adolf Setterquist. Setterquist gjorde sin vana trogen förbättringar utom kontraktet så han gick med förlust. I februari 1868 anordnade därför organisten Carl Johan Lewerth, Örebro en förmånskonsert där pengarna oavkortat skulle gå som kompensation till Setterquist. |
| 1923       | Sankt Nicolai kyrka, Örebro (tidigare Örebro kyrka)                          | Strängnäs  |      | 14          | Självständig   | III      |        | Nej/?               | Byggd av A. E. Setterquist & Son med Gunnar Setterquist d. ä. |
| 1966       | Sankt Nicolai kyrka, Örebro (tidigare Örebro kyrka)                          | Strängnäs  |      | 7           |                |          |        |                     | En kororgel byggdes av E. A. Setterquist & Son Eftr. Orgeln såldes senare till Silbodal kyrka. |
| 1970       | Sankt Pauli kyrka, Malmö                                                     | Lunds      |      | 3           |                | I        |        |                     | Byggd av Setterquist & Son Orgelbyggeri, Strängnäs. |
| 1878       | Skagershults kyrka                                                           | Strängnäs  |      | 9           |                |          |        | Nej/?               | |
| 1890       | Skillingmarks kyrka                                                          | Växjö      |      | 5           |                | I        |        | Ja/Ja               | Besiktigad den 15 februari 1890 av Claes Wilhelm Rendahl, domkyrkoorganist i Karlstad. |
| 1866       | Skinnskattebergs kyrka                                                       | Västerås   |      | 16          |                |          |        | Ja/Ja               | Invigdes midsommardagen 1866 i samband med kyrkoinvigningen. |
| 1905       | Skultuna kyrka                                                               | Västerås   |      | 13          | Självständig   | II       | 5      | Ja/Ja               | Kontrakt ingicks i maj 1904. Orgeln kostade 5500 kr. Avsynades lördagen 25 februari 1905 av musikdirektören Anders Jobs, Stockholm. Invigning 26 februari 1905. Orgeln utvidgades och omdisponerades till 19 stämmor 1951 av Åkerman & Lund. |
| 1899       | Skärkinds kyrka                                                              | Linköping  |      | 14          | 1              | II       |        | Ja/Ja               | Mekanisk orgel. rooseweltlådor och mekanisk traktur och registratur. Avsynades av musikdirektör Fredrik Thorselius (1845-1906), domkyrkoorganist från Linköping, torsdag 30 november 1899. Invigning skedde söndag 3 december 1899. Orgeln repareras 1906 efter en eldsvåda. 1943 omdisponeras orgeln. |
| 1924       | Sköllersta kyrka                                                             | Strängnäs  |      |             |                |          |        | Ja/Nej              | Pneumatisk orgel. Fasad från 1836 års orgel av Johan Samuel Strand, V. Vingåker. Orgeln omändrades 1956 av E. A. Setterquist & Son Eftr., Örebro. Renoverad och omdisponerad 1982 av Gunnar Carlsson, Borlänge. |
| 1900       | Sköns kyrka                                                                  | Härnösand  |      | 18          | Självständig   | II       | 10     |                     | Avsynades lördagen 27 oktober 1900 av musikdirektör Anders Gustaf Eriksson, Sundsvall. Orgeln har även 10 koppel. Kollektivkoppeln: "Mezzaforte" "Piano", "Forte" och "Tutti", firmans patent, introduceras. |
| 1890       | Skönsmons kyrka                                                              | Härnösand  |      | 12          | Självständig   | II       | 5      | ?/?                 | Blev avsynad slutet av augusti 1890 av musikdirektörerna Gotthelf Frithiof Amadeus Ruthström (d. 1909) vid Sundsvalls Allmänna läroverk och Anders Gustaf Eriksson (f. 1855) i Sundsvall. Orgeln invigdes söndagen 31 augusti 1890. Även fasaden fick lovord. |
| 1878       | Sorunda kyrka                                                                | Strängnäs  |      | 16          | Självständig   | II       | 5      | Nej/Nej             | Invigdes söndagen 20 oktober 1878. Crescendo- och diminuendoverk. Besiktigad 19 oktober av musikdirektör Ludvig Ohlson, Stockholm. |
| 1932       | Staffans kyrka, Gävle                                                        | Uppsala    |      | 43          | Självständig   | III      |        | Ja/Ja               | Invigdes med kyrkan. Ombyggd flera gånger med ny stämning. Original disposition och stämning återställd av Åkerman & Lund Orgelbyggeri 2013. |
| 1866       | Stavnäs kyrka                                                                | Karlstad   |      | 8           |                |          |        | Nej/Nej             | Orgeln blev invigd 19 augusti 1866. |
| 1904       | Stenkvista kyrka                                                             | Strängnäs  |      | 10          |                | II       |        | Nej/Ja              | Kostade 5 300 kr. Beslut om orgel togs i december 1903. Blev godkänd efter provspelning 20 september 1904. Skall blivit utökad 1942 av samma firma, kanske med ytterligare en manual och pedal. |
| 1930       | Stigtomta kyrka                                                              | Strängnäs  |      |             |                |          |        | Ja/Nej              | Rörpneumatisk orgel. |
| 1941       | Stjärnorps kyrka                                                             | Linköping  |      | 12          |                | II       |        | Nej/Nej             | Rörpneumatisk orgel. |
| 1970       | Stockslyckekyrkan, Alingsås                                                  | Skara      |      | 3           |                | I        |        | Nej/Nej             | Orgeln såldes 2012. |
| 1850       | Stora Kils kyrka, Värmlands län. (Tidigare Kils kyrka)                       | Karlstads  |      | 11          |                |          |        | Nej/Nej             | Orgeln användes när kyrkan stod färdig 1850. Officiell invigning av kyrka och orgel skedde 1855. Orgeln förstördes vid en brand 1929. |
| 1894       | Stora Köpinge kyrka                                                          | Lunds      |      | 12          | Självständig   | II       | 8      | Ja/Ja               | Mekanisk orgel. Kostat ca. 6000 kr. Avsynades av organisten August Körling, Ystad. Invigd söndagen 19 augusti 1894. Fristående spelbord. 3 väderlådor och 1 magasin- och regulatorbälg. Fasadpipor av engelskt tenn. 1922 omändrades orgeln av A. Magnussons Orgelbyggeri AB, Göteborg. Den omändrades igen 1951 av Th Frobenius & Co, Lyngby, Danmark. 1969 flyttades orgeln från läktaren till kyrkans golv av J. Künkels Orgelverkstad AB, Lund. |
| 1879       | Strömstads kyrka                                                             | Göteborg   |      | 13          | Självständig   | II       |        | Ja/Ja               | Blev avsynad av musikdirektör Oskar Henrik Bergqvist, Vänersborg. Invigd 2 november 1879. Ombyggdes 1934 och 1975 av Hammarbergs Orgelbyggeri, Göteborg, och har idag 25 stämmor fördelade på två manualer och särskild pedal. |
| 1887       | Sunne kyrka, Jämtland                                                        | Härnösand. |      |             |                |          |        | Ja/Ja               | Reparation av äldre 50-årig orgel byggd av Johan Gustaf Ek, Torpshammar. Ett par stämmor byttes ut. Arbetet kostade 2000 kr. Arbetet besiktigades 8 oktober 1887 av organisten Erik Forsgrén, Frösön, och skolinspektören Jonas Kjellin, Östersund. |
| 1901       | Sura kyrka                                                                   | Västerås   |      | 10          | Självständig   | II       |        | Nej/Nej             | Flyttades 1949 till Gravkapellet i Avesta. Flyttades senare till Pingstkyrkan i Avesta. |
| 1871       | Svarttorps kyrka                                                             | Växjö      |      | 15          | Självständig   | II       |        | Ja/Ja               | Besiktigad 8 april 1871 av musikdirektör Knut Lönngren, Växjö. Omdisponerad 1958 av Frede Aagaard, Månsarp. Renoverad 1972 av J. Künkels Orgelverkstad |
| 1887       | Svedvi kyrka                                                                 | Västerås   |      | 8           | Bi-hängd       | I        |        | Nej/Nej             | Avsynades fredag 11 november 1887 av musikdirektör Carl Johan Bolander, Västerås. Orgeln flyttades 1957 till Sankt Lars kyrka, Hallstahammar och senare till S:t Mikaels och Alla Änglars kyrka, Stockholm. |
| 1879       | Sällstorps kyrka                                                             | Göteborgs  |      | 13          | Självständig   | II       |        | Ja/Ja               | Församlingen godkände verket utan besiktning då Setterquists rykte som orgelbyggare var mycket gott. Orgeln invigdes söndagen 27 juli 1879. Den omdisponerades 1954 av Tostareds Kyrkorgelfabrik och renoverades 1987 av A. Magnusson Orgelbyggeri AB. Det mekaniska instrumentet har tretton stämmor fördelade på två manualer och pedal. |
| 1886       | Särna kyrka                                                                  | Västerås   |      | 7           |                |          |        | Nej/Nej             | Orgeln kostade 3750 kr. och invigdes Palmsöndagen 18 april 1886. Brann med kyrkan 1893. |
| 1894       | Särna kyrka                                                                  | Västerås   |      | 8           |                |          |        | ?/?                 | Ny orgel. Församlingen godtog den utan formell besiktning då de varit så nöjda med den tidigare av firman. Den blev invigd med kyrkan 2 december 1894. |
| 1888       | Sättersta kyrka                                                              | Strängnäs  |      | 6           | Bi-hängd       | I        | 1      | Ja/Ja               | Orgeln kostade 2 600 kr. Donationer till den gjordes av dels ett gammalt bidrag på förräntade 1 000 kr. och dels ett bidrag på 1500 kr från avlidne Waldemar Broberg i Vreten och änkefrun Rosina Broberg. Invigning skulle ske 14 oktober 1888. |
| 1865       | Sankta Helena kyrka (tidigare Skövde kyrka)                                  | Skara      |      | 21          | Självständig   | II       |        | Nej/Nej             | Det var Erik Adolf Setterquists första orgel i Skara stift. Församlingen var mycket nöjda med arbetet. Den blev besiktigad 9 december 1865 av musikdirektör Abraham Mankell, Stockholm. Invigdes söndagen 10 december 1865. Orgeln hade tre bälgar. Två väderlådor till första manualen, en till andra manualen och två till pedalen. Registren gick lätt med tillräcklig styrka. Intonationen stämde överens med varje stämmas karaktär. Stämmorna var jämna utan bi-ljud. Basuner och trumpeter var gjorda efter en ny konstruktion. Metallpiporna var av fast och god materia samt polerade och hade stämlitser. Träpiporna var av torrt och gott virke. Liksvävande stämning. Setterquist hade monterat in två regulatorer utom kontrakt och satt in en extra pipa Qvinta 3' som ökade klangfullheten då flera stämmor spelades. Ett byte av Flute harmonique 4' till en Flute oqtaviant 4' gjordes också. |
| 1864       | Sankta Ragnhilds kyrka (tidigare Södertälje kyrka)                           | Strängnäs  |      | 23          |                |          |        | Nej/Ja              | Byggd av Erik Adolf Setterquist som precis flyttat sin firma från Hallsberg till Örebro. Avprovad av musikdirektörerna Thorsell och Karl Johan Lewerth, Örebro, som godkände. Invigd 2 oktober 1864. |
| 1927       | Sankta Ragnhilds kyrka (tidigare Södertälje kyrka)                           | Strängnäs  |      | 30          | Självständig   | III      |        | Nej/-               | Byggd av E. A. Setterquist & Son. |
| 1923       | Söraby kyrka                                                                 | Växjö      |      | 12          |                |          |        | Nej/Nej             | Fasaden som användes till orgeln var från 1785 års orgel, byggd av Pehr Schiörlin, Linköping. |
| 1973       | Söraby kyrka                                                                 | Växjö      |      | 15          |                | II       |        | Ja/Ja               | En ny orgel byggdes 1973 av Setterquist & Son Orgelbyggeri, Strängnäs. Fasaden som används till orgeln är från 1785 års orgel, byggd av Pehr Schiörlin, Linköping. Mekanisk orgel. |
| 1910       | Tingvallakyrkan (Tidigare Betlehemskyrkan)                                   | Karlstad   |      | 10          |                | II       |        | Nej/?               | Kyrkan är en Ekumenisk missionskyrka. 1928 satte man upp orgelinnerverket i Vintrosa kyrka. |
| 1928       | Tingvallakyrkan (Tidigare Betlehemskyrkan)                                   | Karlstad   |      | 20          |                | II       |        | Ja/Ja               | Ny orgel som byggdes av firman. Byggdes om 1958 av Werner Bosch Orgelbau. 1985 renoverad av Jan-Erik Straubel, Karlstad. Orgeln har idag elektrisk mekanik med fria och fasta kombinationer |
| 1893       | Torpa kyrka Södermanland                                                     | Västerås   |      | 6           |                |          |        | Nej/Ja              | Vid kyrkostämman 30 december 1892 beslöts om en 6-stämmig orgel till maxpris 3 000 kr. |
| 1885       | Torsåkers kyrka, Södermanland                                                | Strängnäs  |      | 7           | Bi-pedal       | I        | 1      | Ja/Ja               | Den blev besiktigad 24 oktober 1885 av musikdirektör Wilhelm Heintze, Stockholm, som aproberade den. Söndagen 1 november 1885 blev orgeln invigd. |
| 1906       | Tranås kyrka, Skåne.                                                         | Lunds      |      | 11          | Självständig   | II       | 5      | Ja/Ja               | Rörpneumatisk orgel. Med crescendosvällare. |
| 1911       | Trefaldighetskyrkan, Arvika                                                  | Karlstads  |      | 26          |                | II       |        |                     | |
| 1882       | Tumbo kyrka                                                                  | Strängnäs  |      | 10          |                | II       |        | Nej/Nej             | Byggdes om 1963 av Åkerman & Lund Orgelbyggeri, Knivsta, med 1 ny tillagd stämma. |
| 1881       | Tystberga kyrka                                                              | Strängnäs  |      | 6           | Bi-hängd       | I        | 3      | Nej/?               | Den blev besiktigad 30 september 1881 av kantorn och organisten Carl August Forssberg (1859-1892) i Nyköping. Orgeln blev inrättad så organisten satt vänd mot altaret. Pedalklaveret blev utökad från kontrakterade 20 toner till 25 toner. Orgeln kostade 2 650 kr. i dåtidens valutavärde. |
| 1881       | Tysslinge kyrka                                                              | Strängnäs  |      | 8           |                | I        |        | Nej/Nej             | Invigdes trettondedagen av Jonas Vidén. Orgeln började användas juldagen 1881. |
| 1880       | Tådene kyrka (tidigare Tådeneds kyrka)                                       | Skara      |      | 13          |                | II       |        | Ja/Ja               | Med Crescendoverk. Invigning skedde 26 september 1880. |
| 1962       | Tännäs kyrka                                                                 |            |      | 7           |                | I        |        |                     | |
| 1899       | Tärna kyrka, Uppland                                                         | Västerås   |      | 12          | Självständig   | II       | 7      |                     | Med Crescendoverk. Orgeln blev besiktigad av organisterna Erik Ehlin, Heby, Västerlövesta och Joel Frederic Pettersson (f. 1848) i Norrby. Orgeln invigd söndagen 16 juli 1899 av kontraktsprost Fredrik Reinhold Hedlund (f. 1844), Heby, Västerlövesta och kyrkoherde Clas Johan Fredman (1853-1908). |
| 1872       | Tönnersjö kyrka                                                              | Göteborg   |      | 6           | Bihangs-pedal  | I        |        | Nej/Ja              | Blev avsynad i oktober 1872 av musikdirektör J. Ernst Ferdinand Colliander i Getinge. |
| 1869       | Uddevalla kyrka                                                              | Göteborg   |      | 20          |                |          |        | Nej/Nej             | Orgeln blev besiktigad i juli 1869 av kyrkoherde Carl Ludvig Lindberg, Thoresund, och musikdirektör Carl Israel Sandström, Göteborg. |
| 1883       | Ulrika Eleonora kyrka, Söderhamn (tidigare Söderhamns kyrka)                 | Uppsala    |      | 26          | Självständig   | II       | 9      | Nej/Ja              | Pneumatisk orgel. Däribland ett diminuendo- och crescendokoppel, 6 bälgar, 3 regulatorer. Avsynad 2 november 1883. Idel lovord. Firman gjorde en del överjobb utom kontrakt och utan ersättning som ett extra koppel och en bälg. Orgeln kostade 16 500 kr. Redan 1881 underhandlades med Setterquist där krav för ett kontrakts ingående var att två extra stämmor insattes utan merkostnad, violin 8' och flöjt 4', och att Gamban blev genomgående istället för att få förföring av principalen. I oktober 1882 skrevs slutgiltigt kontrakt. |
| 1873       | Undersviks kyrka                                                             | Uppsala    |      | 8           | Bi-hängd       | I        |        | Nej/Ja              | Orgeln rengjordes och stämdes av två arbetare från firman i oktober 1887. En klarare och fylligare ton framträdde enligt bedömare. |
| 1924       | Uppsala domkyrka                                                             | Uppsala    |      | 18          | Självständig   | II       | 5      | Nej/Nej             | Hade även tre fria kombinationer och registersvällare. Nedmonterades 1975 i samband med läktarens rivning. Några pip-stämmor har återanvänts till senare orglar. En pipa till en Ruffattiorgel i kyrkan byggd 2009. Andra pipor i Lötenkyrkans kororgel. |
| 1904       | Vadsbro kyrka                                                                | Strängnäs  |      | 6           | Självständig   | I        | 5      |                     | Avsyning den 25 februari 1904 av musikdirektör O. G. Settergren, Nyköping. |
| 1873       | Vagnhärads kyrka                                                             | Strängnäs  |      | 6           |                |          |        | Nej/Nej             | Avsynad av organisten Carl Wilhelm Westrell från Sorunda. Invigd midsommardagen 1873. |
| 1888       | Valbo kyrka                                                                  | Uppsala    |      |             |                |          |        |                     | En orgel beställdes 1888. |
| 1897       | Vasakyrkan (Örebro)                                                          | Västerås   |      | 12          | Självständig   | II       | 10     | ?/?                 | Ortens dåvarande ekumeniska Örebro Brödraförsamling var det som 1890 byggde Vasakyrkan i Örebro. De var granne med orgelbyggarfirman Setterquist & son. Beställning på pip-orgel gjordes i april 1897 till ett pris av 5500kr. Orgeln hade fina solostämmor och utökat tonomfång. Orgeln avsynades av nye organisten till församlingen, musikdirektör Lindberg i december 1897. |
| 1892       | Vederslövs kyrka                                                             | Växjö      |      | 15          | Självständig   | II       |        | Ja/Ja               | Invigdes söndagen 2 oktober 1892. Blev avsynad av musikdirektör och domkyrkoorganist i Växjö, Albert Otto Wideman. Fasad ritad av arkitekt A. G. Johansson, Växjö. Orgeln renoverades och omdisponerades 1977 av J Künkels Orgelverkstad AB, Lund. Orgeln är mekanisk. |
| 1870       | Veddige kyrka                                                                | Göteborg   |      |             |                |          |        | Nej/Ja              | Orgeln blev avsynad i december 1870 av musikdirektör Gustaf Stolpe i Varberg. Fasaden ritad i nygotisk stil av arkitekt Johan Erik Söderlund. |
| 1878       | Viby kyrka, Närke                                                            | Strängnäs  |      | 15          | Självständig   | II       |        | Ja/Ja               | Orgeln är mekanisk. 1961 renoverad av samma firma. 1979 renoverad av Finn Krohn's Orgelbyggeri, Hilleöd, Danmark. 2007-2008 renoverad av Orgelbyggare Tomas Svenske AB, Vänge, som återställde orgeln till original disposition. |
| 1900       | Vika kyrka                                                                   | Västerås   |      | 10          | Självständig   | II       | 9      | Nej/?               | Pneumatisk orgel. Besiktigad av musikdirektör Johan Ulrik Cederberg, Falun. Invigd 2 december 1900. |
| 1871       | Vikers kyrka                                                                 | Västerås   |      |             |                |          |        | Nej/Ja              | Invigdes 3 september 1871. Ytterligare 3 stämmor skulle byggas till orgeln. |
| 1960       | Vikers kyrka                                                                 | Västerås   |      | 16          | Självständig   | II       |        | Ja/-                | Fasaden från 1871 års orgel används. |
| 1857       | Vintrosa kyrka                                                               | Strängnäs  |      |             |                |          |        | Nej/Ja              | Byggd tillsammans med Per Åkerman. Invigdes söndagen 1 november 1857. |
| 1847       | Visnums-Kils kyrka                                                           | Karlstads  |      | 7½          |                | I        |        | Nej/?               | Byggdes av firma Erik Adolf Setterquist, Hallsberg. Detta skall ha varit hans första helt egenbyggda orgel. |
| 1903       | Visnums-Kils kyrka                                                           | Karlstads  |      | 8           | 1              | I        |        | Ja/Ja               | Mekanisk orgel. Besiktigades av musikdirektör Claes Wilhelm Rendahl och invigdes onsdagen 16 september 1903 av kyrkoherden Johan Hjalmar Fröding. |
| 1888       | Voxna kyrka                                                                  | Uppsala    |      | 7           | Bi-hängd       | I        | 1      | Ja/Ja               | Mekanisk orgel med slejflåda. Avsynades lördagen 26 maj 1888 av musikdirektör Johan Fredrik Lagergren i Ockelbo. Invigdes söndagen 27 maj 1888. |
| 1863       | Vrena kyrka                                                                  | Strängnäs  |      | 5           |                | I        |        |                     | Orgeln invigdes söndagen 19 april 1863. Orgeln reparerades 1885 av samma firma. Orgeln flyttades 1961 till Nyköpings högre allmänna läroverk. |
| 1886       | Vänge kyrka, Uppland                                                         | Uppsala    |      | 7           | Bi-hängd       | I        |        | ?/?                 | Orgeln blev besiktigad 13 augusti 1886 av musikdirektör Ernst Melander, Uppsala. Invigning skulle ske i september. 1935 renoverades orgeln av Åkerman & Lunds Nya Orgelfabriks AB, Sundbybergs stad. Samtidigt så revs orgelläktaren och orgeln fick stå i koret på norra sidan. |
| 1874       | Värings kyrka                                                                | Skara      |      | 10          |                |          |        | Nej/Ja              | Orgeln var en gåva till församlingen av nämndemannen Joh. Petterssons i Nygården, Väring socken, andra fru. |
| 1874       | Värnamo kyrka                                                                | Växjö      |      | 22          | Särskild       | II       | 7      | Nej/?               | Med pneumatisk maskin. Crescendo- och diminuendoverk för andra manualen och 5 luftbälgar med särskilda vind-regulatorer. En stämma mer än kontraktet blev insatt. Orgeln kostade 11 000 kr. Blev avsynad av musikdirektör Bengt Wilhelm Hallberg i Landskrona 23 januari 1875 och skulle invigas strax efter. 1938 blir orgeln utökad till 30 stämmor av Åkerman & Lund Orgelbyggeri. |
| 1891       | Västerfärnebo kyrka                                                          | Västerås   |      | 21          | Självständig   | II       | 6      | Ja/Ja               | Även med Crescendoverk och registersvällare. Två fria kombinationer. Automatisk pedalväxling. Orgeln kostade 8 000 kr. Renoverad 1934 av A. Magnussons Orgelbyggeri i Göteborg. Stämma Trumpet 8″ nytillverkades, mekanik och väderlådor byttes ut. |
| 1878       | Västermo kyrka                                                               | Strängnäs  |      | 10          |                | I        |        | Nej/Ja              | Orgeln kostade 5 000 kr. Orgeln invigdes 3 november 1878. En del pipor använda till 1941 års orgel byggd av Olof Hammarberg, Göteborg. |
| 1881       | Västervåla kyrka                                                             | Västerås   |      | 7           |                |          |        | ?/?                 | Orgeln avsynad av musikdirektör Carl Johan Bolander, Västerås. Orgeln invigdes söndagen 27 november 1881. |
| 1889       | Västra Stenby kyrka                                                          | Linköping  |      | 12          | Självständig   | II       | 5      | Ja/Ja               | Orgeln avsynad 7 mars 1889 av musikdirektör Jonas Fredrik Törnwall från Linköping och Carl Henrik Starkenberg från Vadstena. Orgeln kostade 5 100 kr. Den blev omdisponerad 1950 och 1979 renoverades och delvis återdisponerades den av Reinhard Kohlus. |
| 1887       | Västra Vingåkers kyrka                                                       | Strängnäs  |      | 27          | Självständig   | II       |        | Nej/Ja              | Kontrakt ingick i december 1885. Orgeln avsynades och godkändes fredagen 13 maj 1887 av domkyrkoorganisten Carl Johan Bolander i Västerås och organisten Erik Ericsson (1838-1891) i Alingsås, och användes 15 maj. Invigningen skulle ske senare till hösten i samband med en större högtid. Orgeln kostade 12 000 kr. Firman gjorde några kostsamma extra anordningar utom kontraktet. En äldre fasad från 1822 års orgel av Johan Samuel Strand, blev reparerad och används. |
| 1893       | Västra Ämterviks kyrka, Sunne, Värmland                                      | Karlstad   |      | 9           |                |          |        | Nej/Ja              | |
| 1927       | Västra Ämterviks kyrka, Sunne, Värmland                                      | Karlstad   |      | 16          | Självständig   | II       | 5      | Ja/Ja               | Pneumatisk orgel med registersvällare. Omändrad 1975 av Jan-Erik Straubel, Karlstad. |
| 1884       | Åmots kyrka                                                                  | Uppsala    |      | 6           | Bi-hängd       |          | 1      | Ja/Ja               | Avsynades och provspelades 14 oktober 1884 av musikdirektör Johan Fredrik Lagergren i Ockelbo. |
| 1878       | Åmåls kyrka                                                                  | Karlstads  |      | 18          | 1              | II       |        | Nej/?               | Delar från orgeln används i 1933 års orgel byggd av samma firma. |
| 1875       | Åryds kyrka                                                                  | Lund       |      | 12          |                |          |        | Nej/?               | Kontrakt ingicks 1873. |
| 1882       | Ås kyrka, Jämtland                                                           | Härnösand  |      | 12          | Självständig   | II       | 5      | ?/?                 | Med Crescendoverk. Invigdes onsdag 13 september 1882. |
| 1939       | Åsbo kyrka                                                                   | Linköping  |      | 14          | Självständig   | II       | 7      | Ja/Nej              | Pneumatisk orgel med crescendosvällverk och 3 fria kombinationer. Fasad från 1867 års orgel av Per Åkerman används. |
| 1905       | Älvdalens kyrka                                                              | Västerås   |      | 22          | Självständig   | II       |        | Ja/Ja               | Mekanisk/Rörpneumatisk orgel. Sista orgeln som Gustaf Setterquist arbetade på då han fick ett svimningsanfall och föll på kyrkgolvet. Fasaden ritad av Rudolf Arborelius. Blev besiktigad i oktober 1905 av musikdirektör Johan Ulrik Cederberg från Falun som bedömde den som den bästa han provat. Elektrisk motor för trampbälgarna sattes in senare. Orgeln omdisponerad 1958 av Rolf Larsson, Uppsala, och år 1968 av Karl Gunnar Carlsson, Borlänge. |
| 1851       | Öja kyrka, Södermanland                                                      | Strängnäs  |      | 13          | 1              | I        | 2      | Ja/Ja               | Invigd söndagen 19 december 1851. Där fanns även överläggning för 4-stämmigt öververk och ny struktur efter ritning av Över-intendentsämbetet. 3 kilbälgar. 1853 utökade Setterquist orgeln med en andra manual i det förberedda öververket så nu orgeln har 17 stämmor. 1881 repareras orgeln av A. L. Andersson, Skalltorp. Ett Crescendoskåp byggs antagligen runtom öververket av honom. 1959-1960 sker en översyn och omintonering av Olof Rydén, Stockholm. 1980 sker en renovering av Bröderna Moberg, Sandviken. |
| 1928       | Ölsremma kyrka                                                               | Göteborgs  |      | 6           | Särskild       | I        | 2      | Ja/Ja               | Det är kyrkans första orgel. |
| 1889       | Öreryds kyrka                                                                | Skara      |      | 7           | bi-pedal       | I        | 3      | Nej/Ja              | Mekanisk orgel. Hade även oktav- och forte- och pianokoppel för mer variation som en två-manualig orgel normalt var utrustad med. Blev avsynad 9 november 1889. Invigd 24 november 1889 av församlingens kyrkoherde Gustaf Frigell (1836-1918). |
| 1893       | Örsjö kyrka                                                                  | Växjö      |      | 12          | 1              | II       | 6      |                     | Orgeln invigdes söndagen 12 mars 1893. Stämpipor i tenn och andra specialanordningar. Mycket lättspelad. Endast en trampbälg behövdes för att ge luft åt hela verket utan svajning av ljudet. |
| 1873       | Ösmo kyrka                                                                   | Strängnäs  |      | 13          | Särskild       | II       | 5      | Ja/Ja               | Mekanisk orgel. Den blev skänkt till kyrkan av friherre Carl Gustaf Adlercreutz (d. 1883) på Nynäs gård. |
| 1884       | Österlöfsta kyrka                                                            | Uppsala    |      | 11          | Särskild       | II       | 5      | Ja/--               | Med crescendo- och diminuendoverk. Orgeln invigdes söndagen 3 augusti 1884. Ombyggd och tillbyggd 1959 av Marcussen & Son, Aabenraa, Danmark. De tog åter i bruk Principal 8' i fasaden. |
| 1875       | Östhammar kyrka                                                              | Uppsala    |      | 12          | Självständig   | II       |        |                     | Invigd Allhelgonadagen måndag 1 november 1875. Med crescendoverk och koppel. Kostade 5 650 kr. |
| 1898       | Överjärna kyrka                                                              | Strängnäs  |      | 6           |                | I        | 4      |                     | Pneumatisk orgel. Invigdes söndag 24 juli 1898. Medlen till orgeln hopsamlade av bildad kvinnoförening på orten. |
| 1937       | Överums kyrka                                                                | Linköping  |      | 12          | Självständig   | II       |        | Nej/?               | |